# Вейн Грецкі
Вейн Дуглас Гре́цкі (англ. Wayne Douglas Gretzky, також — Іван Грецький; нар. 26 січня 1961, Брантфорд, провінція Онтаріо, Канада) — колишній канадський хокеїст (центральний нападник) і колишній головний тренер. Із 1979 по 1999 рік відіграв 20 сезонів у Національній хокейній лізі у складі чотирьох команд. Мав прізвисько «Величний» (англ. The Great One). На підставі багатьох опитувань хокейних авторів, колишніх гравців, генеральних менеджерів та тренерів його названо найкращим хокеїстом усіх часів. Рекордсмен НХЛ за кількістю закинутих шайб, зроблених результативних передач і сумарною кількістю набраних очок. Він зробив більше результативних передач, ніж будь-який інший гравець набрав очок. Єдиний гравець НХЛ, який набирав понад 200 очок за сезон, що йому вдавалося 4 рази. 15 професійних сезонів, зокрема 13 поспіль, набирав понад 100 очок. На момент завершення кар'єри 1999 року утримував 61 рекорд НХЛ: 40 рекордів регулярного сезону, 15 — плей-оф і 6 — матчів усіх зірок.
Народився та виріс у Брантфорді (Онтаріо). Відточував навички на ковзанці у дворі та регулярно грав у невеликих лігах на рівні, набагато вищому за однолітків. Не мав видатних фізичних даних, зате вирізнявся інтелектом, витривалістю та вмінням читати гру. Він уміло ухилявся від силових прийомів супротивника, завжди передбачав, де опиниться шайба, і виконував правильний рух у потрібний момент. Грецкі прославився тим, що влаштував позаду воріт супротивника зону, яку прозвали «офісом Грецкі».
Грецкі став найкращим бомбардиром молодіжного чемпіонату світу 1978 року. У червні 1978 року підписав контракт із клубом Всесвітньої хокейної асоціації «Індіанаполіс Рейсерс». Після нетривалої гри за цей клуб його обміняли в «Едмонтон Ойлерз». Після ліквідації ВХА, Ойлерз приєдналися до НХЛ. Там Грецкі встановив численні рекорди результативности, а також у складі Ойлерз чотири рази здобував Кубок Стенлі. 9 серпня 1988 року перейшов до «Лос-Анджелес Кінгз», що одразу ж покращило результати команди й зрештою привело до фіналу Кубка Стенлі 1993 року. Йому приписують популяризацію хокею в Каліфорнії. Пізніше нетривалий час відіграв за «Сент-Луїс Блюз», а завершував кар'єру в «Нью-Йорк Рейнджерс». Володар 9 трофеїв Гарта найціннішому гравцеві, 10 трофеїв Арта Росса за найбільшу кількість очок у сезоні, двох трофеїв Конна Сміта найціннішому гравцеві плей-оф і п'яти нагород Лестера Б. Пірсона найвидатнішому гравцеві за оцінками суддів та колег-хокеїстів. 5 разів лідирував у чемпіонаті за кількістю голів і 16 — за кількістю результативних передач. П'ять разів здобував Пам'ятний трофей Леді Бінг за спортивну поведінку та продуктивність і часто виступав проти хокейних бійок.
Після завершення кар'єри 1999 року Грецкі одразу ж ввели до Зали слави хокею, і станом на 2023 рік він останній гравець, що оминув період очікування. НХЛ вилучила з обігу його номер 99 у всій лізі. Грецкі став одним із шести гравців, і єдиним з-поміж північноамериканців, яких через голосування обрали до символічної збірної XX століття «Centennial All-Star Team» Міжнародної федерації хокею (IIHF). 2000 року його ввели до Зали слави IIHF, а 2012-го нагородили орденом хокею в Канаді. На зимових Олімпійських іграх 2002 року Грецкі обіймав посаду виконавчого директора національної збірної Канади з хокею, яка здобула тоді золоті медалі. 2000 року став співвласником команди «Фінікс Койотс», а після локауту НХЛ 2004–2005 років став її головним тренером. 2004 року Грецкі ввели до Зали спортивної слави Онтаріо. Був серед 5 спортсменів, які запалили вогонь Олімпіади-2010 у Ванкувері. У вересні 2009 року, після банкрутства «Фінікс Койотс», Грецкі залишив посаду головного тренера та відмовився від своєї частки власности. У жовтні 2016 року він повернувся до Ойлерз як міноритарний партнер і заступник голови їхньої материнської компанії Oilers Entertainment Group. 2021 року пішов у відставку й став аналітиком програми НХЛ на ТНТ на каналі Turner Sports.

## Дитинство
Вейн Дуглас Грецкі народився 26 січня 1961 року в Брантфорді (Онтаріо) в сім'ї Філліс Леон (Гокін) і Волтера Грецкі канадець українського походження. Молодята побралися 1960 року й мешкали у квартирі в Брантфорді, де Волтер працював на Bell Telephone Canada. Через сім місяців після народження Вейна сім'я переїхала до будинку на Вараді-авеню в Брантфорді, який обрали, зокрема, й тому, що подвір'я було досить рівним для створення ковзанки. У Вейна є сестра Кім (нар. 1963), а також брати Кіт, Ґлен і Брент. Сім'я регулярно гостила на фермі Вейнових дідуся Тоні та бабусі Мері, і вся родина дивилася «Хокейний вечір у Канаді». У два роки Вейн уже намагався сувенірною ключкою забивати голи Мері. А вже через 10 місяців навчився на фермі вперше кататися на ковзанах.

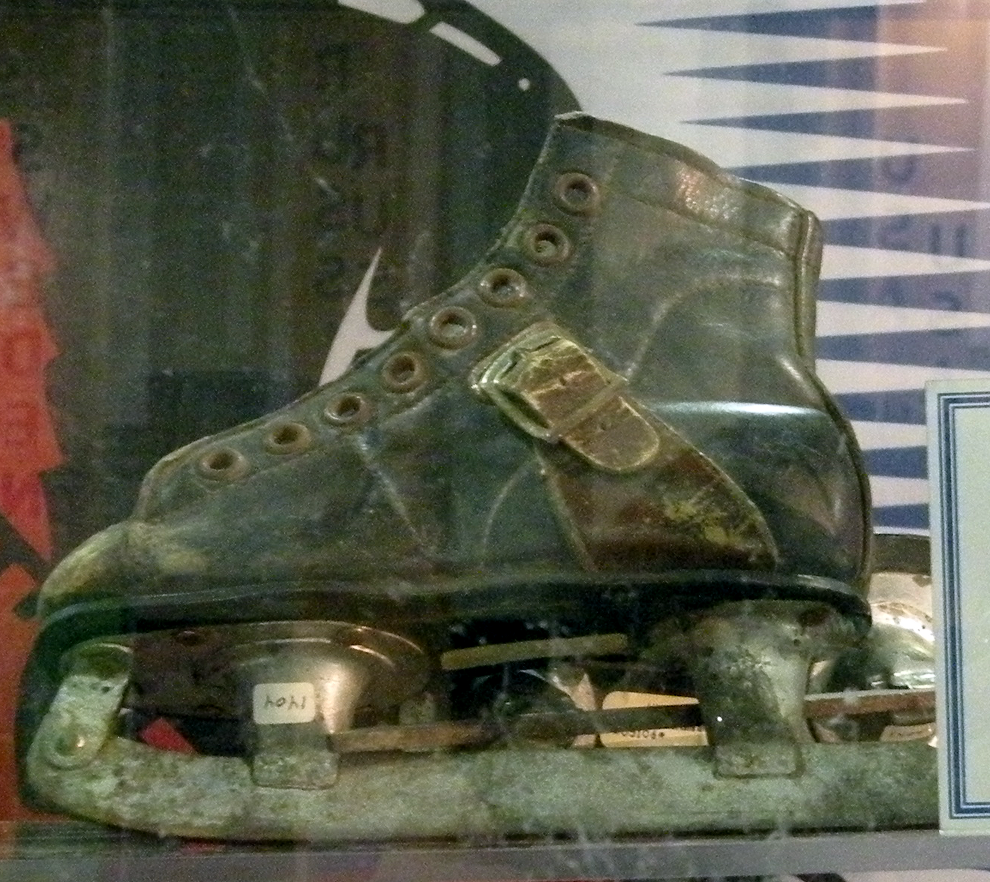
Перші ковзани Грецкі в Залі слави хокею, які він взував у три роки

На задньому дворі сімейного будинку Волтер влаштував ковзанку, яку прозвали «Колізей Воллі», і навчав там гри в хокей Вейна, Кіта, Брента, Ґлена та їхніх друзів. Серед вправ було катання навколо пляшок з відбілювачем і консервних банок, а також перекидання шайб через розкидані хокейні ключки, щоб навчитися повністю підіймати шайбу в повітря. Волтер радив «кататися там, куди шайба прямує, а не там, де вона є». Вейн був класичним вундеркіндом, чиї надзвичайні навички зробили його мішенню для заздрісних батьків.
У шість років Грецкі грав у команді 10-річних. Його перший тренер Дік Мартін зауважив, що він володів шайбою краще за 10-річних підлітків. Зі слів Мартіна: «Вейн грав так добре, що можна було мати власного хлопчика, який був чудовим хокеїстом, і не помічати його через те, що робив Грецкі». Хокейні сорочки для 10-річних дітей були занадто великими для Грецкі, йому доводилося заправляти сорочку в штани праворуч. Потім він це робив упродовж усієї кар'єри в НХЛ.
Десятирічний Грецкі лише за один сезон у складі Брантфорд Надрофскі Стілерз закинув дивовижні 378 шайб і зробив 139 результативних передач. Його гра привернула увагу ЗМІ поза межами Брантфорда, зокрема, у жовтні 1971 року Джон Ябоні опублікував його короткий біографічний нарис у Toronto Telegram. На Квебекському міжнародному хокейному турнірі пі-ві 1974 року Грецкі в складі Брантфорда набрав 26 очок. У 13 років він вже забив понад 1000 голів.
Його гра привернула значну негативну увагу з боку батьків інших гравців, зокрема батьків його товаришів по команді, і його часто освистували. Зі слів Волтера, «останньою краплею» стало освистування на «День Брантфорда» в торонтському Мейпл Ліф Гарденс у лютому 1975 року. Коли Грецкі виповнилося 14 років, сім'я переїздить до Торонто, почасти для розвитку кар'єри, а почасти, щоб позбавити від неприємного тиску. Сім'ї Грецкі довелося в суді сперечатися з Канадською аматорською хокейною асоціацією за право Вейна грати в іншій зоні, що тоді забороняли. Вони виграли позов, і Вейн потрапив до «Торонто Нешнлз» із Джуніор B, де команді були 20-річні гравці. У сезоні 1975—1976 років він одержав нагороду «Новачок року» в хокейній лізі Метро Джуніор B, набравши 60 очок у 28 іграх. Наступного року, коли йому було 15–16 років, він набрав 72 очки в 32 іграх у складі тієї ж команди, але перейменованої на «Сенека Нешнлз». Попри статистику в нападі, 132 очки в 60 іграх у Джуніор B, на драфті 16-річних 1977 року Вищої юніорської хокейної ліги Онтаріо дві команди обрали перед ним інших гравців. «Ошава Дженералс» під 1-им номером обрали Тома Маккарті, а «Ніагара-Фоллс Флаєрс» під 2-им — Стіва Пітерса. Під 3-ім номером, «Су-Сент-Марі Грейхаунд» обрали Грецкі. Хоча Волтер Грецкі казав керівництву команди, що Вейн не переїде до Су-Сент-Марі, міста в Північному Онтаріо, яке накладає на свою юніорську команду важкий графік поїздок. Сім'я Грецкі домовилася зі знайомою місцевою родиною, і 16-річний Вейн став грати за «Ґрейгаундс». У його складі Грецкі вперше надягнув сорочку з номером 99. Спочатку він хотів носити номер 9, на честь свого хокейного кумира Горді Хоу, однак той уже належав товаришеві по команді Браянові Ґуалацці. За пропозицією тренера Мазза Макферсона Грецкі обрав номер 99.

## Всесвітня хокейна асоціація
1978 року переживала труднощі Всесвітня хокейна асоціація, яка починаючи з 1972 року конкурувала з міцно поставленою НХЛ. Колись у ній грало 14 команд, а тепер кількість франшиз скоротилася до семи. ВХА давно намагалася організувати злиття з НХЛ, однак група непоступливих власників команд НХЛ навідріз відмовляла в цьому. ВХА довго не протрималася би, і власник «Бірмінгем Буллз» Джон Ф. Бассет вважав, що єдиний спосіб вплинути на цих власників — підписати якнайбільше молодих і перспективних суперзірок. НХЛ не дозволяла це з гравцями віком до 20 років, а ВХА не мала таких обмежень. Бассет розглядав Грецкі як найперспективнішого молодого гравця. Із ним намагалися підписати контракт кілька команд ВХА, зокрема «Буллз» та «Індіанаполіс Рейсерс».
Зрештою, саме власник Рейсерс Нелсон Скалбанія 12 червня 1978 року підписав із 17-річним Грецкі семирічний контракт на суму 1,75 млн доларів США. Скалбанія вирішив, що найкраще мати з Грецькі догорів на персональні послуги, а не стандартний, тому що тоді вже добре відомо, що більшість власників НХЛ, якщо ще не ¾, потрібних для додавання нових франшиз НХЛ, були готові поглинути принаймні деякі команди ВХА. Хоча Скалбанія розумів, що серед них навряд чи будуть «Рейсерс» (частково через те, що ВХА наполягала на входженні до НХЛ всіх своїх уцілілих тоді канадських команд), та все ж сподівався, що «Рейсерс» протримаються досить довго, щоб отримати компенсацію від команд, що вціліють після розпуску ВХА, а також будь-які кошти від продажу молодої зірки.
Перший професійний гол Грецкі забив у своїй п'ятій грі воротареві «Едмонтон Ойлерз» Дейвові Драйдену, а другий гол — через чотири секунди. Утім за «Індіанаполіс» він зіграв лише вісім ігор. Команда зазнавала збитків 40 тис. доларів за гру. Скалбанія сказав Грецкі, що йому доведеться змінити команду, і запропонував вибір між «Едмонтон Ойлерз» та «Вінніпег Джетс». За порадою свого агента Грецкі вибрав «Ойлерз», але перехід був не таким простим. 2 листопада Грецкі, воротаря Едді Міо та форварда Пітера Дрісколла посадили на приватний літак, не повідомляючи, куди вони летять і до якої команди приєднаються. Перебуваючи в повітрі, Скалбанія запропонував зіграти в нарди з власником «Вінніпега» Майклом Ґобуті: якщо Ґобуті виграє, то отримає Грецкі, а якщо програє, то муситиме віддати Скалбанії частку «Джетс». Ґобуті відмовився, і гравці приземлилися в Едмонтоні. Міо заплатив за політ 4000 доларів. Скалбанія продав Грецкі, Mio та Дрісколла власникові «Ойлерз» Пітерові Поклінґтону, колишньому бізнес-партнерові. Оголошена ціна становила 850 тис. доларів, однак насправді Поклінґтон заплатив 700 тис. доларів США. Грошей було недостатньо, щоб врятувати «Рейсерс», і в грудні вони припинили існування.
Одним з яскравих моментів сезону Грецкі стала його участь у Матчі всіх зірок ВХА 1979 року. Формат — серія з трьох ігор між командою Всіх зірок ВХА та московським «Динамо», що відбулися на арені Нортландс-колісіум в Едмонтоні. Тренером Всіх зірок ВХА був Жак Демерс, який поставив Грецкі в одне тріо нападників з його кумиром дитинства Горді Хоу та його сином Марком. У першій грі тріо набрало сім очок, а Всі зірки ВХА перемогли з рахунком 4–2. У другій грі Грецкі та Марк Гоу забили по голу, Горді віддав результативну передачу, а Всі зірки ВХА перемогли з рахунком 4–2. У завершальній грі тріо не відзначилося, однак Всі зірки ВХА перемогли з рахунком 4–3.
На 18-ті народини Грецкі, 26 січня 1979 року, Поклінґтон підписав з ним 10-річний контракт на персональні послуги (найдовший тоді в історії хокею) на суму 3 млн канадських доларів із можливістю продовжити ще на 10 років. Із своїми 110 очками Грецкі посів третє місце за результативністю в лізі, поступившись Роббі Фтореку та Реалю Клутьє. Грецкі здобув трофей Лу Каплана як новачок року і допоміг «Ойлерз» посісти перше місце в лізі.
Після підписання клубами ВХА контрактів з Грецкі та іншими молодими зірками, а також внаслідок інших факторів, власники клубів НХЛ пішли на поступки та схвалили угоду щодо розширення НХЛ). За її умовами, ВХА припинила існування після сезону 1979, а «Ойлерз» разом з трьома іншими командами («Гартфорд Вейлерс», «Квебек Нордікс» та «Вінніпег Джетс») увійшли до старшої ліги як франшизи розширення. Цим чотирьом командам дозволили захистити двох воротарів і двох польових гравців, щоб їх не могли засягнути міцно поставлені команди НХЛ на драфті розширення 1979 року. А ще НХЛ знизила мінімальний вік, гарантувавши гравцям на кшталт Грецкі, що їм не доведеться повертатися на юніорський рівень, хоча й із застереженням, що такі раніше неповнолітні гравці мають бути виставлені на драфті НХЛ 1979 року. Утім, щоб уникнути будь-яких потенційних судових розглядів щодо чинности контракту на персональні послуги Грецкі, «Ойлерз» було дозволено залишити його у своєму складі як одного з пріоритетних виборів. В обмін на згоду не виставляти Грецкі на драфт, НХЛ поставила Едмонтон у самий кінець драфтової черги.
Як і планувалося ВХА завершила плей-оф свого останнього сезону. «Ойлерз» дійшли до фіналу Avco World Trophy (єдиний для франшизи виступ у чемпіонській серії ВХА), де вони поступились «Вінніпег Джетс» у шести іграх.

## Кар'єра в НХЛ

### «Едмонтон Ойлерз» (1979—1988)
В НХЛ Грецкі почав виступати так само успішно як і у ВХА, хоча деякі критики вважали, що йому буде важко грати в більшій, сильнішій і талановитішій лізі.

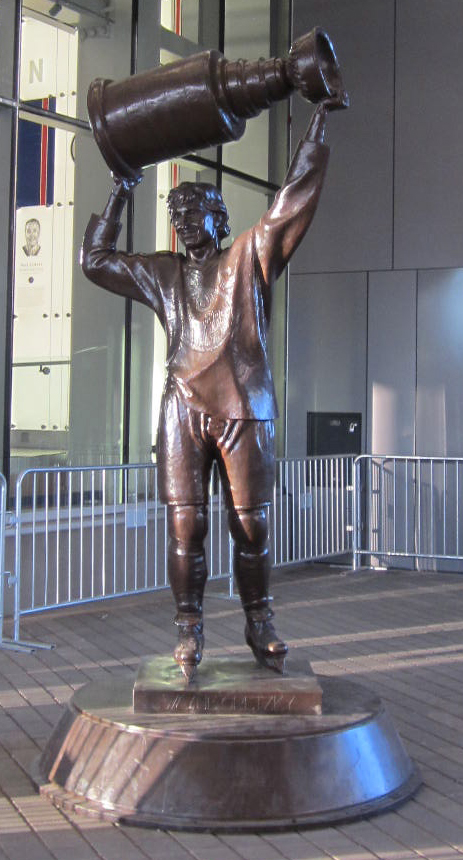
Статуя поблизу Роджер Плейс в Едмонтоні: Грецкі здіймає Кубок Стенлі, який Ойлерз вигравали з ним у складі чотири рази. Скульптор — Джон Вівер (митець).

У своєму першому сезоні НХЛ, 1979–1980, Грецкі одержав Пам'ятний трофей Гарта як найцінніший гравець НХЛ (перший із восьми поспіль) і поділив 1-ше місце за результативністю з Марселем Діонном — 137 очок. Хоча Грецкі зіграв 79 ігор, а Діонн 80, саме Діонн одержав трофей Арта Росса завдяки більшій кількості голів (53 проти 51). Той сезон станом на 2023 рік залишається найрезультативнішим за кількістю очок серед новачків в історії НХЛ. Грецкі став наймолодшим гравцем, який забив 50 голів. Утім він не мав права на Пам'ятний трофей Колдера, яким нагороджують найкращого новачка НХЛ, бо вже попереднього року грав у ВХА. Натомість трофей Колдера одержав захисник «Бостон Брюїнс» Рей Бурк.
У своєму другому сезоні Грецкі здобув трофей Арта Росса (перший із семи поспіль) із рекордними на той час 164 очками, побивши й рекорд Боббі Орра за кількістю результативних передач за сезон (102), і рекорд Філа Еспозіто за кількістю очок за сезон (152). Удруге поспіль він здобув трофей Гарта. У першій грі Плей-оф Кубка Стенлі 1981 проти «Монреаль Канадієнс» Грецкі зробив п'ять результативних передач, що є рекордом плей-оф за одну гру.
У сезоні 1981—1982 Грецкі побив рекорд, який тримався 35 років: 50 голів у 50 іграх, що його встановив Моріс «Ракета» Рішар у сезоні 1944—1945 і повторив Майк Боссі в сезоні 1980—1981. Грецкі для цього знадобилося лише 39 ігор. Свій 50-й гол у сезоні (п'ятий у тій грі) він забив 30 грудня 1981 року на останніх секундах матчу проти «Філадельфії Флаєрс», у якому його команда перемогла 7–5. Пізніше в тому ж сезоні, 24 лютого 1982 року, Грецкі побив рекорд Еспозіто за кількістю голів за сезон (76), додавши свої три голи до перемоги 6–3 над «Баффало Сейбрс». Сезон 1981—1982 він завершив з рекордними 92 голами, 120 результативними передачами та 212 очками у 80 іграх, ставши єдиним гравцем в історії НХЛ, який здолав позначку у двісті очок. Того року Грецкі став першим хокеїстом і першим канадцем, якого «Ассошіейтед Прес» назвала спортсменом року. 1982 року він став Спортсменом року за версією Sports Illustrated. Того ж року канадська преса назвала Грецкі ньюсмейкером року.
У наступних сезонах Грецкі тричі побив власний рекорд за кількістю результативних передач (125 у 1982–1983, 135 у 1984–1985 та 163 у 1985–1986 роках), а також ще раз побив рекорд за сумарною кількістю очок (215, у сезоні 1985–86). Коли він закінчив грати в Едмонтоні, він одноосібно утримував або поділяв 49 рекордів НХЛ.
«Едмонтон Ойлерз» виграли свій останній регулярний чемпіонат ВХА. Після переходу до НХЛ їм не одразу вдалося досягти такого ж успіху, але вже в четвертому сезоні вони змагалися за Кубок Стенлі. «Ойлерз» були молодою та сильною командою, за яку окрім Грецкі грали й інші майбутні члени Зали слави, як-от нападники Марк Мессьє, Гленн Андерсон та Ярі Куррі; захисник Пол Коффі та воротар Грант Фюр. У сезоні 1983—1988 Грецкі став капітаном команди. 1983 року вони дійшли до фіналу Кубка Стенлі, однак поступилися триразовим чемпіонам «Нью-Йорк Айлендерс». Наступного сезону «Ойлерз» знову зустрілися з «Айлендерс» у фіналі, і цього разу виграли Кубок Стенлі, перший з п'яти впродовж семи років.
25 червня 1984 року Грецкі став офіцером ордена Канади за видатний внесок у хокейний спорт. Позаяк церемонії нагородження орденом завжди проводяться під час хокейного сезону, то знадобилося 13 років і 7 місяців, а також два генерал-губернатори, щоб його одержати. 2009 року він дістав підвищення до ступеню компаньйона ордена Канади «за постійний внесок у хокейний світ, зокрема як одного з найкращих гравців усіх часів, а також за соціальну діяльність як філантропа, волонтера та зразка для наслідування для безлічі молодих людей». Між 1981—1982 та 1986—87 сезонами Грецкі 5 разів очолював НХЛ за кількістю забитих голів. Із ним у складі «Ойлерз» ще тричі вигравали Кубок Стенлі: у 1985, 1987 та 1988 роках.
Після входження «Ойлерз» до НХЛ, Грецкі й далі грав за своїм контрактом на персональні послуги, укладеним з власником «Ойлерз» Пітером Поклінґтоном. До середини 1980-х ця угода стала предметом підвищеної уваги, особливо після повідомлень про те, що Поклінґтон використав контракт як заставу, щоб отримати позику на 31 млн доларів в Alberta Treasury Branches. В НХЛ занепокоїлися, що ця фінансова установа може оголосити про свої права на Грецкі в разі банкрутства обтяженого борговими зобов'язаннями Поклінґтона. Грецкі та його радники теж були невдоволені. Тож 1987 року Грецкі та Поклінґтон узгодили заміну контракту на персональні послуги стандартним контрактом НХЛ.

#### Правило Грецкі
У червні 1985 року в рамках пакету з п'яти змін до правил, які мали бути впроваджені в сезоні 1985—1986, Рада керівників НХЛ вирішила запровадити взаємно компенсовані пенальті, за яких ніхто не вилучався з гри, якщо гравці обох команд одночасно порушили правила. Ефект запровадження взаємно компенсованих пенальті відразу ж відчувся в НХЛ, тому що на початку 1980-х років, коли «Ойлерз» епохи Грецкі опинялися зі суперником чотири на чотири або три на три, збільшення вільного простору на майданчику дозволяло їм забити один або кілька голів. Грецкі провів пресконференцію наступного дня після нагородження Пам'ятним трофеєм Гарта, на якій критикував НХЛ за завдану шкоду командам і гравцям, які раніше отримували користь від взаємного вилучення. Ця зміна до правил стала відомою як «правило Грецкі». У сезоні 1992—1993 правило скасували.

#### Стратегія та вплив на гру в НХЛ
Грецкі суттєво вплинув на стиль гри «Едмонтон Ойлерз» і загалом НХЛ, сприяючи розвитку стратегії, орієнтованої на командну гру. Застосовуючи цей підхід, «Ойлерз» на чолі з Грецкі стали найрезультативнішою командою в історії НХЛ.
«Я вважаю, що він був першим канадським нападником, який грав у справжню командну гру», — сказав хокейний автор і колишній воротар НХЛ Кен Драйден. Із його слів, до приходу Грецкі, особливо серед канадських команд, гра зосереджувалася навколо гравця із шайбою — намагалися забезпечити шайбою зіркового гравця, який і робив гру.
Грецкі змінив це. Він знав, що він не такий великий, сильний або навіть швидкий, щоб робити те, що бажає, якщо інші зосереджуватимуться на ньому. Подібно до чарівника, йому довелося відвертати увагу деінде, на чотирьох товаришів по команді, які були на льоду разом з ним, щоб на мить відволікти увагу й непоміченим перейти на відкритий лід, де розмір і сила не мали значення… Грецкі змусив суперників змагатися з п'ятьма гравцями, а не одним, і зробив своїх товаришів по команді повноправними партнерами в грі. Він змусив їх кататися на його рівні, пасувати та завершувати на його рівні, інакше їм було би соромно. Оригінальний текст (англ.)
Gretzky reversed that. He knew he wasn't big enough, strong enough, or even fast enough to do what he wanted to do if others focused on him. Like a magician, he had to direct attention elsewhere, to his four teammates on the ice with him, to create the momentary distraction in order to move unnoticed into the open ice where size and strength didn't matter… Gretzky made his opponents compete with five players, not one, and he made his teammates full partners to the game. He made them skate to his level and pass and finish up to his level or they would be embarrassed.
У 1982—1985 роках «Едмонтон Ойлерз» забивали в середньому 423 голи за сезон, тоді як жодна з попередніх команд не забивала й 400. Грецкі набирав у середньому 207 очок, тоді як жоден гравець раніше не набирав понад 152 за один сезон. Драйден написав у своїй книзі «Гра» : «У минулому захисники та команди навчилися розробляти стратегії для зупинки суперників зі шайбою. Зупинити їх без неї — це було втручання. Але нині, якщо гравці без шайби катаються так само сильно як ті, хто з нею, але швидше, ухиляються та кидаються на відкритий лід так само рішуче, але ефективніше, то як їх зупинити?» .
У цьому вплив Грецкі як видатної зірки НХЛ свого часу додався до впливу радянського, які теж розробили орієнтований на командну гру стиль і успішно застосовували його проти найкращих команд НХЛ, починаючи зі Суперсерії 1972 року. «Радянські хокеїсти та Грецкі змінили гру в НХЛ», — каже Драйден. «Грецкі, хлопець із Брантфорда з білоруським прізвищем, був прийнятним обличчям радянського хокею. Жоден канадський хлопчина не хотів грати як Макаров чи Ларіонов. Усі вони хотіли грати як Грецкі».
Водночас Грецкі визнавав внесок в успіх «Ойлерз» їхнього тренера: «Під керівництвом Ґлена Сатера „Ойлерз“ стали здатними розвивати швидкість, застосовувати хитрощі і навчатися перехідної гри під сильним європейським впливом».
Далі Грецкі пояснює свій стиль гри:
Люди думають, що бути хорошим гравцем означає взяти шайбу, обійти дев'яносто трьох хлопців і зробити цей неймовірно сильний кидок. Ні. Нехай шайба робить усі рухи, а ви потрапляєте у правильне місце. Мені все одно, хоч би вас звали Карл Льюїс, ви не зможете обігнати цю маленьку чорну річ. Просто передайте шайбу: віддайте, отримайте назад, знову віддайте. Це як Ларрі Берд. Найважча робота, яку він робить, — це відкриватися. Кидок у стрибку — це лише вишенька на торті. Вся гра в хокей — це відкритий лід. Саме в цьому полягає стратегія: Знаходьте відкритий лід. Тренер Чикаго Майк Кінен висловив це найкраще: "Існує місце на льоду, яке є нічиєю територією, і всі успішні бомбардири вміють його знаходити". Це шматок замерзлої нерухомості, що перебуває між захисником та нападником. Оригінальний текст (англ.)
People think that to be a good player you have to pick the puck up, deke around ninety-three guys and take this ungodly slap shot. No. Let the puck do all the moving and you get yourself in the right place. I don't care if you're Carl Lewis, you can't outskate that little black thing. Just move the puck: give it up, get it back, give it up. It's like Larry Bird. The hardest work he does is getting open. The jumpshot is cake. That's all hockey is: open ice. That's my whole strategy: Find Open Ice. Chicago coach Mike Keenan said it best: "There's a spot on the ice that's no-man's land, and all the good goal scorers find it." It's a piece of frozen real estate that's just in between the defense and the forward.

#### «Обмін»
Через дві години після того, як «Ойлерз» виграли Кубок Стенлі 1988 року, Грецкі дізнався від свого батька, що «Ойлерз» планують обміняти його до іншої команди. Ще кілька місяців перед тим Скалбанія повідомив про це Волтерові Грецкі, але той не казав синові, щоб його не засмучувати. Зі слів Волтера, Вейна хотіли купити Лос-Анджелес, Детройт та Ванкувер, а Поклінґтону потрібні були гроші, бо його бізнесові справи йшли погано. Спочатку Грецкі не хотів залишати «Едмонтон», але під час медового місяця йому подзвонив власник «Лос-Анджелес Кінгс» Брюс Мак-Нелл, який попросив дозволу зустрітися та обговорити угоду. Грецкі повідомив Макнеллу, що погодиться перейти у тому разі, якщо в Лос-Анджелесі його товаришами по команді стануть Марті Мак-Сорлі та Майк Крушельницький. І Мак-Нелл, і Поклінґтон одразу ж погодилися. Коли обидва власники остаточно узгодили подробиці обміну, залишалася одна остання умова: Грецкі мав зателефонувати Поклінґтону та попросити обмін. Коли Поклінґтон розповів генеральному менеджеру «Ойлерз» і головному тренеру Сатеру про свої плани обміняти Грецкі в Лос-Анджелес, Сатер спробував зупинити угоду, але дізнавшись, що Грецкі брав участь у переговорах, він змінив своє ставлення, але вимагав, щоб у рамках обміну команда одержала Люка Робітайла. «Кінгс» відмовилися, і натомість пропонували Джиммі Карсона.
9 серпня 1988 року відбулася подія, що ознаменувала значні зміни в НХЛ: «Ойлерз» віддали конкурентам з «Кінгз» Грецкі (разом з Мак-Сорлі та Крушельницьким), а натомість одержали Карсона, Мартіна Желіна, 15 млн доларів готівкою, а також вибір «Кінгз» у перших раундах драфтів 1989 (згодом обміняний із «Нью-Джерсі Девілс», які використали його для вибору Джейсона Міллера), 1991 (використаний для вибору Мартіна Ручинського) та 1993 (використаний для вибору Ніка Стайдугара). Так званий «Обмін» (англ. The Trade) засмутив канадців до такої міри, що лідер Нової демократичної партії Нелсон Ріс вимагав від уряду заблокувати угоду, а біля Нортландс-колісіум спалили опудало Поклінґтона.
Коли Грецкі вперше після обміну вийшов на лід в Едмонтоні, у грі, яку транслювало національне канадське телебачення, йому чотири хвилини аплодували стоячи. На трибунах був аншлаг: на матч прийшла рекордна кількість глядачів (17 503) в історії «Ойлерз» на той час. Глядачі зустріли гучними вигуками його першу зміну, перше торкання шайби, дві гольові передачі та притискання Марка Мессьє до борту. Після гри Грецкі скористався нагодою підтвердити свій патріотизм: «Я досі пишаюся тим, що я канадець. Я не покинув свою країну. Я переїхав через те, що мене обміняли, і це моя робота. Але я канадець до мозку кісток. Сподіваюся, канадці це розуміють». По завершенні сезону 1988–1989 біля Нортландс-колісіум встановили бронзову статую Грецкі в натуральну величину, який тримає над головою Кубок Стенлі.

### Лос-Анджелес Кінгз (1988–1996)

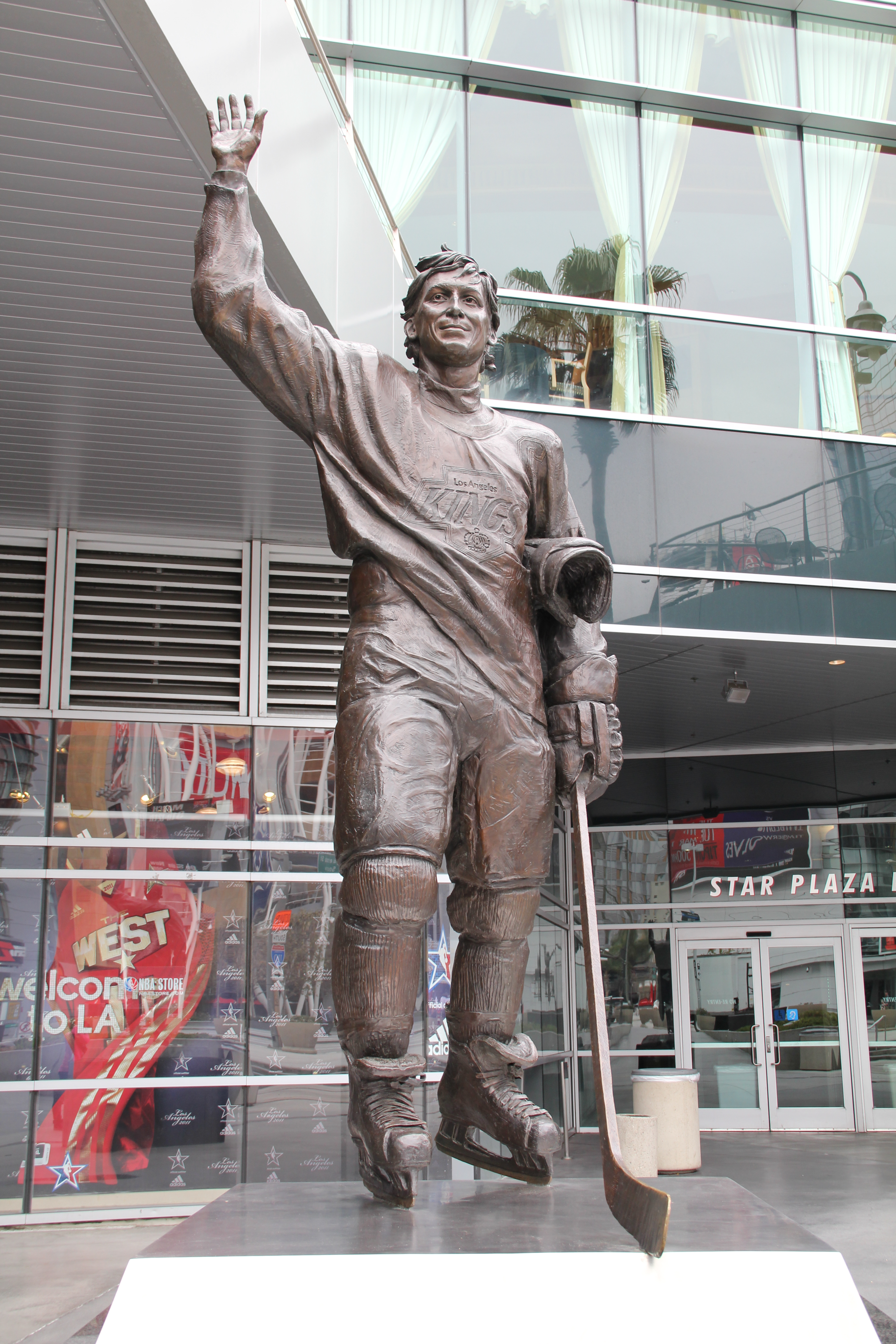
Пам'ятник Вейну Грецкі біля Crypto.com Arena, домашньої арени Лос-Анджелес Кінгс. Грецкі грав за «Кінгз» у 1988—1996 роках.

Кінгс обрали Грецкі своїм віцекапітаном. Він негайно вплинув на хід гри, забивши гол першим же кидком по воротах у першій грі регулярного сезону. То був найкращий старт «Кінгз» за їхню історію: перемоги в перших чотирьох матчах і вихід до плей-оф. Лише вдруге за свою кар'єру в НХЛ Грецкі посів друге місце за результативністю, але трохи випередив Маріо Лем'є з «Піттсбург Пінгвінз» (який набрав 199 очок) в боротьбі за трофей Гарта найціннішому гравцеві.
«Кінгс» були аутсайдерами в півфіналі Дивізіону Смайт проти чинних володарів Кубка Стенлі «Едмонтон Ойлерз», однак Грецкі привів свою нову команду до перемоги над старою в семи матчах 4–3, хоча в ході серії вони поступалися 3–1. Він переживав, що глядачі в Едмонтоні його освищуть, але насправді вони з нетерпінням чекали на нього. Утім далі «Кінгз» поступилися всуху «Калгарі Флеймз», які тоді здобули свій перший Кубок Стенлі.
1990 року Ассошіейтед Прес назвала Грецкі спортсменом десятиліття. Другий рік поспіль «Кінгз» вибили чинних чемпіонів у першому раунді, перемігши «Флеймс» у шести матчах, однак знову поступилися всуху в другому раунді, цього разу колишній команді Грецкі. «Ойлерз» здобули свій п'ятий Кубок (і перший без Грецкі). В інтерв'ю після завершення чемпіонату Мессьє (який після обміну замінив Грецкі на посту капітана «Едмонтона») присвятив йому перемогу «Ойлерз» у Кубку Стенлі.
Перший сезон Грецкі в Лос-Анджелесі засвідчив помітне зростання відвідуваности та інтересу з боку вболівальників у місті, яке раніше не відзначалося увагою до хокею. Тоді «Кінгс» могли похвалитися численними аншлагами. Багато хто вважає, що прихід Грецкі наніс на «мапу НХЛ» нетрадиційні ринки американського хокею: на додачу до того, що під час перебування Грецкі в Лос-Анджелесі Каліфорнія одержала ще дві франшизи НХЛ («Анагайм Дакс» та «Сан-Хосе Шаркс»), його популярність у Південній Каліфорнії стала поштовхом для створення команд ліги в інших частинах сонячного поясу США.
Через травму спини Грецкі пропустив більшу частину регулярного сезону 1992—1993. Він повернувся 6 січня 1993 року в гру, що стала його 1000-ю в НХЛ. Зі своїми 65 очками Грецкі перервав серію з тринадцяти сезонів поспіль, у яких набирав принаймні 100 очок. Проте він добре зіграв у плей-оф, особливо коли зробив хет-трик у 7-й грі фінальної серії конференції Кемпбелл проти «Торонто Мейпл Ліфс». Ця перемога дозволила «Кінгз» вперше в історії франшизи потрапити до фіналу Кубка Стенлі, де їм протистояли «Монреаль Канадієнс». Вигравши першу гру серії з рахунком 4–1, команда програла наступні три гри в овертаймі, а потім поступилася 4–1 у вирішальній п'ятій грі, де Грецкі не зумів здійснити жодного кидка по воротах.
У наступному сезоні Грецкі побив рекорд Горді Хоу, 801 гол за кар'єру, і став лідером за результативністю. Однак у команди почався тривалий спад, і, попри численні зміни гравців і тренерів, наступного разу вони вийшли до плей-оф лише 1998 року. Опинившись у фінансовій скруті, Мак-Нелл мусив 1994 року продати «Кінгс», а з новими власниками Грецкі не поладнав. Ні за старих, ні за нових власників команда не була фінансово стабільною, аж до затримок зарплати гравцям. Зрештою, на початку 1996 року Грецкі попросив про обмін. Під час локауту НХЛ 1994–1995 років він та деякі його друзі (як-от Марк Мессьє, Марті Мак-Сорлі, Бретт Галл та Стів Айзерман) організували Ninety Nine All Stars Tour і зіграли вісім показових матчів у різних країнах.

### Сент-Луїс Блюз (1996)
27 лютого 1996 року Грецкі перейшов до складу «Сент-Луїс Блюз» в обмін на Патріса Тардіфа, Романа Вопата, Крейга Джонсона та два вибори на драфті (Пітера Гоґана та Метта Зултека). Він і сам взяв участь в організації цього обміну після появи чуток, що він нещасливий у Лос-Анджелесі. На момент обміну «Блюз» і «Нью-Йорк Рейнджерс» були лідерами, але «Блюз» відповідали його вимогам щодо зарплати. Грецкі одразу ж обрали капітаном команди. Він набрав 37 очок у 31 грі регулярного сезону та плей-оф, а «Блюз» забракло однієї гри, щоб потрапити до фіналу конференції.
Однак очікувана взаємодія з вінгером Бреттом Галлом так і не налагодилася. А ще Грецкі вперше в кар'єрі зазнав публічної критики з боку головного тренера. Задовго до того, як кожен з них приєднався до Блюз, Майк Кінен відмовився пом'якшувати свій тренерський стиль, навіть коли тренував Грецкі під час гри за збірну Канади на міжнародних турнірах. Отож, професійні стосунки Грецкі з Кінаном ніколи не були особливо теплими, а публічні докори тренера фактично поклали край будь-яким сподіванням, що Грецкі не покине Сент-Луїс щойно стане вільним агентом. Грецкі відмовився від трирічної угоди з «Блюз» вартістю 15 млн доларів, а 21 липня як вільний агент підписав контракт з «Нью-Йорк Рейнджерс» на два роки вартістю 8 млн доларів (плюс заохочення), возз'єднавшись з давнім товаришем по «Ойлерз» Марком Мессьє (і колишнім товаришем по «Кінгс» Люком Робітайлєм).

### Нью-Йорк Рейнджерс (1996—1999)

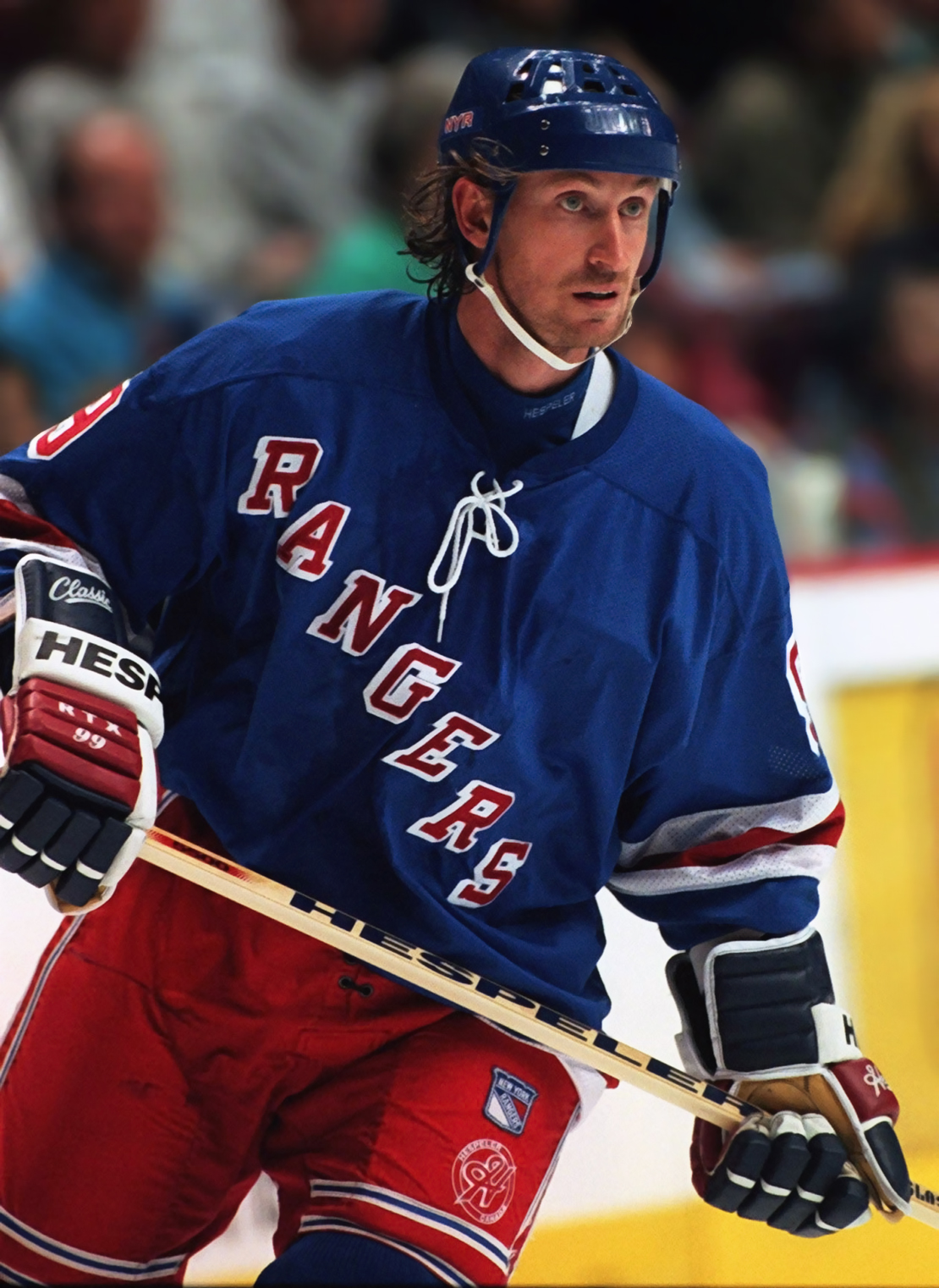
Грецкі в складі «Нью-Йорк Рейнджерс», 1997 рік

Професійну кар'єру гравця Грецкі завершував у складі «Нью-Йорк Рейнджерс», де зіграв останні свої три сезони й допоміг команді дійти до фіналу Східної конференції 1997 року. Там «Рейнджерс» зазнали поразки в п'яти іграх від «Філадельфії Флаєрс», попри те, що в плей-оф Грецкі очолив «Рейнджерс» за результативністю — 10 голів і 10 результативних передач. Уперше за кар'єру в НХЛ Грецкі не обрали капітаном. Він виконував обов'язки капітана лише впродовж короткого періоду в 1998 році, коли капітан Браєн Літч вибув з гри через травму. По завершенні сезону 1996—1997 Марк Мессьє як вільний агент підписав контракт з «Ванкувер Канакс», і на цьому односезонне возз'єднання Мессьє та Грецкі завершилося. Плей-оф 1997 року став останнім для Грецкі як гравця, а наступного разу «Рейнджерс» потрапили до плей-оф лише 2006 року, вже після того, як Грецкі завершив кар'єру. Зі своїми 67 результативними передачами він поділив з Яромиром Ягром звання найкращого асистента НХЛ у сезоні 1997—1998. Вже вшістнадцяте за 19 сезонів Грецкі принаймні поділив лідерство в лізі за статистикою.
1997 року, перед завершенням кар'єри Грецкі, The Hockey News обрала комітет із 50 хокейних експертів (колишніх гравців НХЛ, колишніх та тодішніх авторів, журналістів, тренерів та хокейних керівників), які мали вибрати й ранжувати 50 найкращих гравців в історії НХЛ. На перше місце експерти поставили Грецкі. Сам же він казав, що проголосував би за Боббі Орра або Горді Хоу як найкращого гравця всіх часів.
Сезон 1998—1999 став його останнім у статусі професійного гравця. У ньому він досяг ще однієї віхи, побивши рекорд за сумарною кількістю голів у регулярному сезоні та плей-оф, який становив 1071 гол і належав Горді Хоу. За той сезон Грецкі забив лише 9 голів і він став єдиним, у якому хокеїст набирав менш як одне очко в середньому за гру. Утім його останній гол став 1072-им за кар'єру в НХЛ/ВХА, що на один більше, ніж у Хоу. Наприкінці сезону в ЗМІ з'явилися розмови, що Грецкі збирається завершити кар'єру, але він про це поки не оголошував. Його остання гра в НХЛ у Канаді відбулася 15 квітня 1999 року. Це була передостання гра «Рейнджерс» у сезоні. У ній команда зіграла внічию 2–2 з «Оттава Сенаторз». Замість звичайного оголошення трьох зірок після гри всі три зірки присудили Грецкі. Повернувшись до Нью-Йорка, Грецкі оголосив, що завершить кар'єру після останньої гри «Рейнджерс» у сезоні.
Остання гра в кар'єрі Грецкі відбулася 18 квітня 1999 року в «Медісон Сквер Гарден». У ній «Рейнджерс» поступилися «Піттсбург Пінгвінз» 2–1 у додатковий час. Хоч обидві команди були зі США, прозвучали державні гімни обох країн, а текст дещо скоригували. Замість слів «О Канада, ми стаємо на твій захист», Брайан Адамс зімпровізував: «Ми сумуватимемо за тобою, Вейне Грецкі». А гімн США, який виконав Джон Аміранте, мав нові слова «на землі Вейна Грецкі». У тій грі Грецкі набрав своє останнє очко: з його передачі Браян Літч забив єдиний гол своєї команди. На момент завершення кар'єри, Грецкі був передостаннім гравцем ВХА, який все ще грав на професійному рівні. А останнім став Марк Мессьє, який відвідав гру разом з іншими представниками династії «Едмонтон Ойлерз».

## Гра за збірну Канади
На міжнародному рівні Грецкі дебютував іграми в складі молодіжної збірної Канади на Молодіжному чемпіонаті світу 1978 у Монреалі (Квебек). Тренер збірної Канади Панч Маклін спочатку скептично оцінював здібности 16-річного Грецкі як наймолодшого гравця на турнірі. Утім, набравши 17 очок, він став лідером турніру за результативністю, потрапив до збірної всіх зірок, а також здобув звання найкращого нападника. Його 17 очок залишаються найвищим показником серед 16-річних підлітків на молодіжних чемпіонатах світу. Канада фінішувала з бронзовою медаллю.
У складі дорослої збірної Канади Грецкі дебютував на Кубку Канади 1981. Набравши 12 очок, він став лідером турніру за результативністю, а Канада у фіналі поступилася СРСР з рахунком 8–1. Через сім місяців Грецкі в складі збірної Канади взяв участь у Чемпіонаті світу 1982 у Фінляндії. Він набрав 14 очок у 10 іграх, зокрема два голи та дві результативні передачі в останній грі, у якій Канада перемогла Швецію й здобула бронзу. Першим переможним для Грецкі міжнародним турніром став Кубок Канади 1984, де у фіналі до двох виграних матчів Канада перемогла Швецію. Він удруге поспіль став лідером за результативністю й увійшов до збірної всіх зірок.
Вершиною міжнародної кар'єри Грецкі, ймовірно, став Кубок Канади 1987. Зі слів Грецкі, на ньому він грав найкращий хокей у своєму житті. Граючи в одному тріо з суперзіркою «Піттсбург Пінгвінз» Маріо Лем'є, він став лідером турніру за результативністю — 21 очко в дев'яти іграх. Після поразки в першій грі фінальної серії до двох перемог проти СРСР, Грецкі допоміг Канаді зрівняти рахунок, зробивши п'ять результативних передач у другій грі, зокрема передачу на Лем'є в овертаймі. У третій, вирішальній, грі Грецкі та Лем'є знову разом забили переможний гол. За нічийного рахунку 5–5 і 1:26 хвилин до кінця основного часу Лем'є одержав пас від Грецкі й забив гол, завдяки якому Канада виграла турнір. Цей епізод вважають одним із найпам'ятніших для збірної Канади.
Кубок Канади 1991 став останнім під вивіскою «Кубок Канади». Грецкі вчетверте й востаннє очолив турнір за результативністю — 12 очок у семи іграх. Однак через травму спини він не взяв участи у фінальному матчі проти збірної США. Проте Канада перемогла у двох іграх з рахунком 4–1 і 4–2. Через п'ять років турнір відродили під назвою Кубок світу 1996. На ньому вперше Грецкі не став найкращим бомбардиром: сім очок у восьми іграх принесли йому четверте загальне місце.
Напередодні зимових Олімпійських ігор 1998 у Наґано (Японія) було оголошено, що гравцям НХЛ уперше дозволять взяти в них участь. Грецкі викликали до складу 29 листопада 1997 року. Однак його не обрали капітаном, як і кількох інших канадських ветеранів на кшталт Стіва Айзермана та Рея Бурка, а натомість капітаном став Ерік Ліндрос. На збірну Канади покладали великі сподівання, однак у півфіналі зазнала поразки від Чехії. Після додаткового часу рахунок був 1–1. Тренер Марк Кроуфорд прийняв суперечливе рішення не обирати Грецкі серед п'яти гравців, які пробивали буліти, і жоден з них не забив. У матчі за бронзу Канада програла Фінляндії з рахунком 3–2 і залишилася без медалей. Ті Олімпійські ігри стали восьмою й останньою появою Грецкі на міжнародній арені. Він віддав чотири результативні передачі в шести іграх. На момент завершення міжнародної кар'єри він утримував рекорди за кількістю голів (20), кількістю результативних передач (28) і загальною кількістю очок (48) у хокеї найвищого рівня.

## Навички та впливи

### Стиль гри

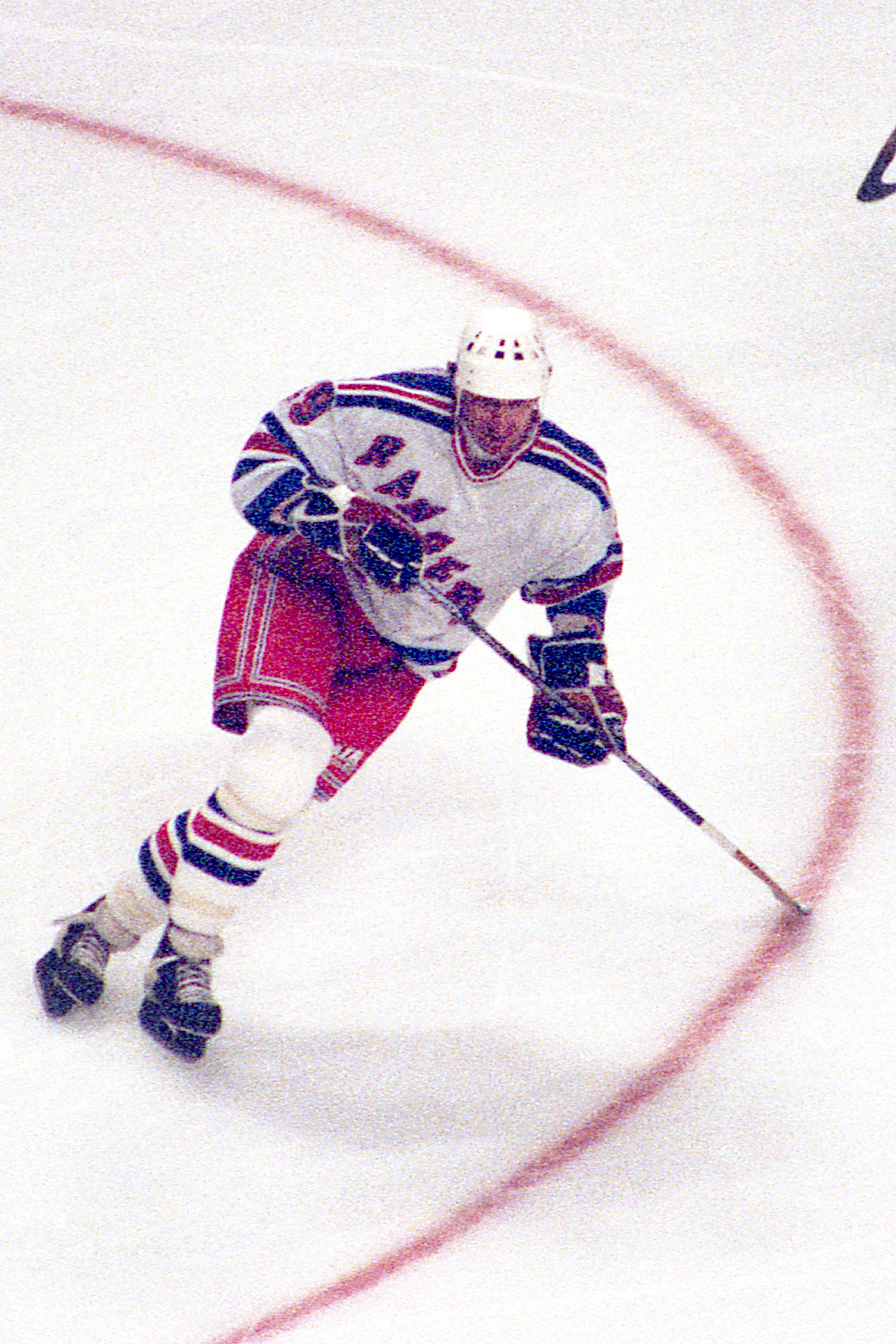
Грецкі 1997 року

Грецкі не вражав своїми габаритами та силою — фактично, набагато нижчими за середні показники НХЛ, — утім його вважають найкмітливішим гравцем в історії гри. Його здатність читати гру та вміння імпровізувати на ходу були поза конкуренцією. Він був здатен постійно передбачати куди полетить шайба і вчасно виконати правильний рух. Його тренер за «Едмонтон Ойлерз» Глен Сатер казав: «Він був набагато розумнішим. Поки вони використовували всю свою енергію, аби забряжчали його зуби, він просто відкочувався, кружляв, аналізував речі».
Його також вважали одним із найкреативніших хокеїстів. «Ніколи не знаєш, що він збирається робити», — казав член Зали слави хокею Ігор Ларіонов. «Він постійно імпровізував. Щоразу, виходячи на лід, він робив якесь спонтанне рішення. Саме тому він і був таким феноменальним гравцем». Здатність Грецкі імпровізувати потрапила в центр уваги на олімпіаді 1998 року в Японії. Тоді цьому старшому гравцеві наприкінці кар'єри не дали капітанської пов'язки, однак упродовж турніру завдяки унікальним навичкам він став лідером команди.
Канадцям було складно грати на великих майданчиках. Вони не могли впоратися з європейськими схемами, бічною грою та нескінченним, винахідливим кружлянням.… Поступово під час турніру роль Грецкі почала дедалі зростати. Здавалося, він єдиний з-поміж канадців сприймає великий майданчик як такий, що надає більше можливостей, а не тільки обов'язків… Його стали набагато частіше випускати на лід, і не лише для силової гри, а й для подвійних замін і навіть пенальті. Станом на останній раунд… саме Вейн Грецкі був лідером що на льоду, що поза ним
Він пасував і кидав по воротах з неймовірною майстерністю. Захисник і член Зали слави Боббі Орр так сказав про Грецкі: «Він віддає передачі краще, ніж будь-хто на моїй пам'яті». Уже в перші два сезони в НХЛ завдяки чудовому вмінню віддавати передачі він здобув репутацію найкращого плеймейкера, тому захисники суперника робили все для того, що він не зміг віддати шайбу іншим бомбардирам. Тоді Грецкі сам почав кидати по воротах — і з неабиякою результативністю. Він мав швидкий і точний кидок. В одному з життєписів сказано: «Вейн Грецкі був одним із найточніших бомбардирів в історії НХЛ». Статистика свідчить на користь цього твердження: якщо попередньому рекордсменові за результативністю Філові Еспозіто знадобилося 550 кидків, щоб забити 76 голів, то Грецкі — лише 287 кидків, тобто приблизно вдвічі менше. На те, щоб забити рекордні 92 голи за сезон, йому знадобилося лише 369 кидків. Грецкі не відзначався особливою вагою, тож воротарі часто дивувалися силі його кидка. Воротарі назвали його удари «підступно швидкими». Він завжди змінював ритм кидка, тож прогнозувати і відбити його було ще складніше.
Канадський журналіст зі стажем Пітер Ґзовскі писав, що Грецкі, здається, здатен сповільнити час. «В усьому, що Грецкі робить на льоду, є якась некваплива грація. Збираючись клацнути, він майже непомітно зупиняється в найвищій точці замаху, як гольфіст із ритмічним розмахом». «Грецкі використовує цей простір, щоб зробити свої дії менш передбачуваними. Перед сіткою, дивлячись в очі воротареві… він… притримує шайбу… ще на мить, порушуючи передбачуваний ритм гри, продовжуючи момент… Він викривляє час, і не тільки сповільнюючи його. Іноді він відпускає шайбу ще до того, як здається готовим це зробити, віддаючи пас крізь лабіринт гравців прямісінько на гачок ключки товариша по команді або знаходячи щілину в щитках воротаря і просовуючи туди шайбу… перед тим, як воротар буде готовий зреагувати».
Коментатори відзначали дивовижну здатність Грецкі оцінювати позицію інших гравців на льоду — багато хто навіть підозрював, що він володіє якимось екстрасенсорним сприйняттям і грає так, ніби має «очі на потилиці». Грецкі твердив, що радше відчуває інших гравців, ніж їх бачить. «Я відчуваю, де буде товариш по команді», — казав він. «Я часто можу повернутися й віддати передачу, навіть не дивлячись». Грецкі пояснив, що насправді це не був інстинкт, а радше наслідок невпинного вивчення та практикування гри у співпраці з тренерами. У підсумку він глибоко зрозумів її мінливі схеми та динаміку. Зі слів Ґзовскі, Грецкі так добре розумів гру, що міг миттєво розпізнати та застосувати нові схеми: «Те, що ми вважаємо творчим генієм, насправді є реакцією на ситуацію, яка засіла в пам'яті так само глибоко й міцно, як власний номер телефону». Грецкі погодився з цією оцінкою: «Це стовідсоткова правда. Це все практика. Це мені дісталося від тата… Ніхто ніколи не скаже, що лікар навчився своєї професії інстинктивно; я ж бо витратив майже стільки ж часу на вивчення хокею, як студент-медик витрачає на вивчення медицини».

### Фізичні характеристики
Коли 1979 року Грецкі тільки починав грати в Лізі, критики вважали його «надто маленьким, жилавим і повільним, щоб конкурувати зі сильнішими гравцями [НХЛ]». Його вага становила 73 кг (160 фунтів), порівняно з тогочасним середнім показником НХЛ 86 кг (189 фунтів). Утім того року Грецкі поділив перше місце за кількістю здобутих очок і виграв «трофей Гарта» найціннішому гравцеві. У свій другий рік у лізі, важачи лише 75 кг (165 фунтів), він побив попередній рекорд результативності за один сезон, набравши 164 очки. Наступного року (1981—1982), важачи 77 кг (170 фунтів), «набагато менше ніж у середньому по НХЛ», він встановив рекорд усіх часів за кількістю голів за сезон — 92 шайби. Більшу частину кар'єри він важив «приблизно 77 кг (170 фунтів)». Він неодмінно посідав останнє місце в тестах на силу серед гравців Едмонтон Ойлерз, а в жимі лежачи брав лише 64 кг (140 фунтів).
Попри брак сил, у Грецкі була неабияка фізична витривалість. Подібно до свого кумира Горді Хоу, він мав «виняткову здатність швидко відновлювати енергетичні резерви». 1980 року, коли фізіолог з фізичних вправ перевіряв здатності до відновлення всіх гравців Едмонтон Ойлерз, Грецкі набрав такий високий бал, що, зі слів тестувальника, він «подумав, що машина зламалася». Про його витривалість свідчить ще той факт, що часто він відзначався наприкінці гри. Із 92-х рекордних за один сезон голів, 22 припало на перший період, 30 — на другий і 40 — на третій.
Він чудово проявив себе і в інших видах спорту. У дитинстві був достойним бігуном, а в літньому розіграші Юніорської міжокружної бейсбольної ліги 1980 року відбивав у середньому 0,492 за команду «Brantford CKCP Braves». У підсумку «Торонто Блу-Джейс» запропонували йому контракт. А ще Грецкі чудово проявив себе в бокс-лакросі, в який грав улітку: десятирічним забив 196 голів у своїй хокейній лізі, а потім — 158 голів у лакросі.
Зі слів Грецкі, у лакросі він навчився захищатися від жорстких силових прийомів: «У ті часи в лакросі вас могли вдарити ззаду, а також вдарити ключкою, тож для самозахисту треба було вміти вивертатися від силових прийомів…» Грецкі спритно застосував цю техніку на професійному рівні. Він уникав ударів так вправно, що навіть ходили чутки, буцім існує неписане правило не бити його. Саме так Грецкі уникав значних травм, хоч не міг похвалитися габаритами і грав у НХЛ «часів грубощів і штовханини». Грецкі зазначив, що його сучасникові Майкові Боссі «доводилося зазнавав побиття, щоб забивати голи, тож через побиту спину він передчасно завершив кар'єру». Захисники вважали Грецкі найневловимішою ціллю. 93-кілограмовий член Зали слави Деніс Потвен порівняв спробу вдарити Грецкі зі спробою «обійняти туман. Ви наче його й бачите, але коли намагаєтеся схопити, то руки нічого не відчувають, хіба що холодний слід».
Добре прикриття для Грецкі забезпечували кремезні «поліціянти» «Ойлерз» Дейв Семенко та Марті Мак-Сорлі. Останнього разом з Грецкі обміняли 1988 року до «Лос-Анджелес Кінгз», де він ще кілька років виконував ту саму роль поліціянта. Утім Грецкі знеохочував нечесні удари ще одним способом. «Коли хлопець на нього їхав, Вейн бувало його присоромлював», — казав колишній товариш по «Ойлерз» Лі Фоголін, «він набирав на йому шість чи сім очок. Я постійно це бачив».

## Після завершення кар'єри
Грецкі обрали почесним головою Open Ice Summit, проведеного в серпні 1999 року, де обговорювали шляхи поліпшення канадського хокею. Він наголошував на потребі грати в хокей та його тренувати заради любові до цієї гри, і вважав, що важливіше розвивати вміння, ніж талант, і що Канада має потенціал стати світовим лідером з розвитку вмінь.
22 листопада 1999 року Грецкі ввели до Зали слави хокею. Він став десятим гравцем, що оминув трирічний період очікування. Потім Зала слави оголосила, що він стане останнім таким гравцем. 2000 року його ввели до Зали слави IIHF. Крім того, під час Матчу всіх зірок 2000 НХЛ вилучила з обігу сорочку Грецкі номер 99 у всій лізі. На це надихнуло рішення Major League Baseball вилучити номер 42, що належав Джекі Робінсону. У жовтні 1999 року одну з найжвавіших автомагістралей Едмонтона, що проходить повз Нортландс-колісіум, яка раніше називалася Капілано-драйв, на честь Грецкі перейменували у Вейн Грецкі-драйв. Крім того, транспортне управління Едмонтона призначило автобусний маршрут під номером 99, який у годину пік курсує по Вейн Грецкі-драйв.

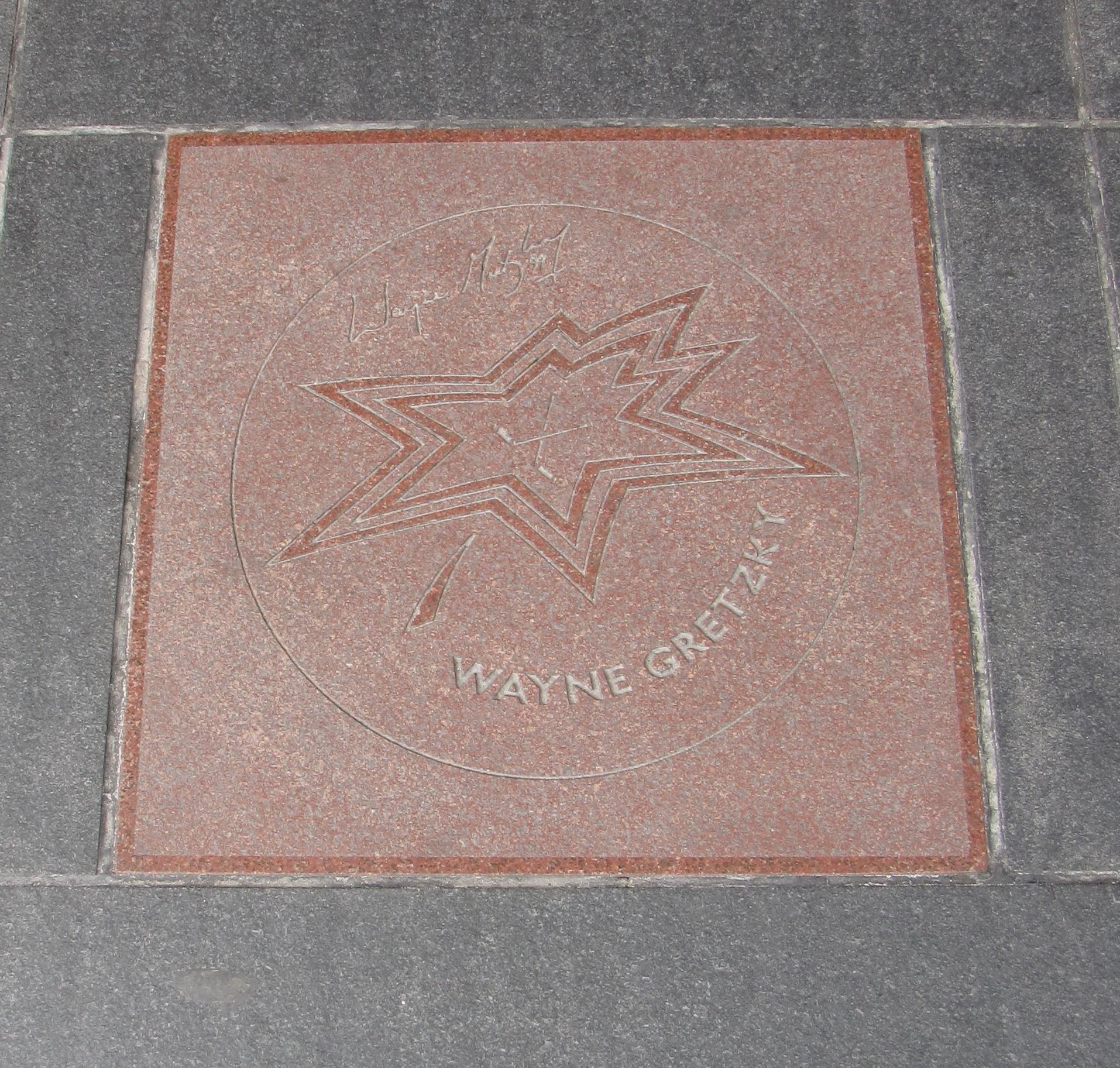
Зірка Грецкі на Алеї слави Канади. Цю нагороду він здобув 2002 року.

2002 року «Кінгз» провели церемонію вилучення з обігу сорочки та встановили Пам'ятник Вейну Грецкі в натуральну величину біля Стейплс-центру; церемонію мали провести раніше, але перенесли, щоб її зміг відвідати Брюс Мак-Нелл, який щойно відбув ув'язнення. А ще 2002 року Грецкі одержав зірку на Алеї слави Канади в Торонто. Його рідне місто Брантфорд (онтаріо) перейменувало Парк Роуд Норт на «Вейн Грецкі Парквей», а Центр відпочинку Норт Парк на Спортивний центр Вейна Грецкі. 2004 року Брантфорд помістив Грецкі на свою «Алею слави». 10 травня 2010 року Комісія зі спорту та розваг Лос-Анджелеса нагородила його відзнакою The Ambassador Award of Excellence. 2017 року Грецкі назвали одним із 100 найвизначніших гравців НХЛ.

### Фінікс Койотс
Майже одразу після завершення кар'єри кілька команд НХЛ звернулися до Грецкі з пропозицією стати співвласником. У травні 2000 року він погодився придбати 10 % акцій «Фінікс Койотс» й стати партнером основного власника Стіва Еллмана, взявши на себе роль заступника керівника, керівного партнера та керівника хокейних операцій. «Койотс» перебували в процесі продажу, і Еллман переконав Грецкі долучитися до команди, щоб запобігти потенційному переїзду до Портленда (штат Орегон). Два реченці спливло перш ніж вдалося знайти додаткове фінансування та партнерів. Зрештою продаж оформлено наступного 2001 року, 15 лютого, і Еллман з Грецкі змогли взяти на себе управління. До партнерства долучився Джеррі Моєс, магнат вантажних перевезень і співвласник Аризона Даймондбекс. Грецкі переконав свого давнього агента Майкла Барнетта долучитися до команди на посаді генерального менеджера.
2005 року з'явилися чутки, що Грецкі збирається стати головним тренером «Койотс», однак Грецкі та команда це спростували. Зрештою 8 серпня 2005 року Грецкі погодився стати головним тренером. На посаді тренера Грецкі дебютував 5 жовтня, а 8 жовтня виграв свою першу гру проти «Міннесоти Вайлд». 17 грудня взяв відпустку на невизначений термін, щоб побути біля хворої матері. Філліс Грецкі померла 19 грудня від раку легенів. 28 грудня Грецкі повернувся до обов'язків головного тренера. На кінець сезону 2005—2006 років результати Койотс були 38–39–5, що на 16 перемог більше, ніж у 2003—2004 роках; із них під керівництвом Грецкі — 36–36–5.
2006 року Моєс став мажоритарним власником команди. Не було зрозуміло, що буде далі з Грецкі, поки 31 травня 2006 року не оголосили, що він погодився укласти п'ятирічний контракт на посаду головного тренера. У 2006—2007 роках «Койотс» виступили гірше і завершили сезон на 15-му місці у своїй конференції. Під час перебування Грецкі на посаді тренера «Койотс» жодного разу не дісталися плей-оф, а їхнім найкращим результатом у турнірній таблиці Західної конференції було 12-те місце.
5 травня 2009 року холдингова компанія Койотс, Dewey Ranch Hockey LLC, оголосила про банкрутство відповідно до глави 11. Виникла суперечка щодо власности, у якій взяли участь Джим Балсіллі з Research in Motion (з наміром перебазувати команду до Гамільтона (Онтаріо)) та сама НХЛ. Зрештою ця суперечка закінчилася судом. Під час слухань про банкрутство Грецкі не відвідував тренувальний табір «Койотс» через невизначений контрактний статус із клубом, а обов'язки головного тренера виконував його помічник Ульф Самуельссон. Учасники торгів зазначили, що Грецкі більше не буде пов'язаний з командою після того, як вона вийде з банкрутства, і 24 вересня 2009 року Грецкі залишив посаду головного тренера та керівника хокейних операцій «Койотс». Підсумковий результат Грецкі на посаді головного тренера — 143—161–24.

### Зимові Олімпійські ігри
Грецкі був виконавчим директором чоловічої збірної Канади з хокею на зимових Олімпійських іграх 2002 в Солт-Лейк-Сіті. 18 лютого на пресконференції він накинувся на ЗМІ, розчарований коментарями ЗМІ та вболівальників щодо не дуже вдалого старту команди 1–1–1. Він вибухнув гнівом після нічиєї 3–3 проти Чехії: його тирада стосувалася уявної негативної репутації Канади серед інших збірних, а чутки про чвари в роздягальні назвав наслідком «американської пропаганди». «Вони радіють, коли у нас не все гаразд», — сказав він, маючи на увазі американських хокейних уболівальників. Американські фанати в мережі почали називати Грецкі «плаксієм», захисники ж казали, що він просто бере приклад з колишнього тренера Ґлена Сатера, щоб зняти тиск зі своїх гравців. На ці коментарі Грецкі відповів, що просто хотів захистити канадських гравців, і ця тирада не була «інсценованою». Канадці здобули золоті медалі, вперше за останні 50 років.
Грецкі знову був виконавчим директором чоловічої збірної Канади з хокею на зимових Олімпійських іграх 2006 у Турині. Цього разу команда вибула у чвертьфіналі. Його запрошували керувати збірною Канади на Чемпіонаті світу 2005, але він відмовився через хворобу матері.

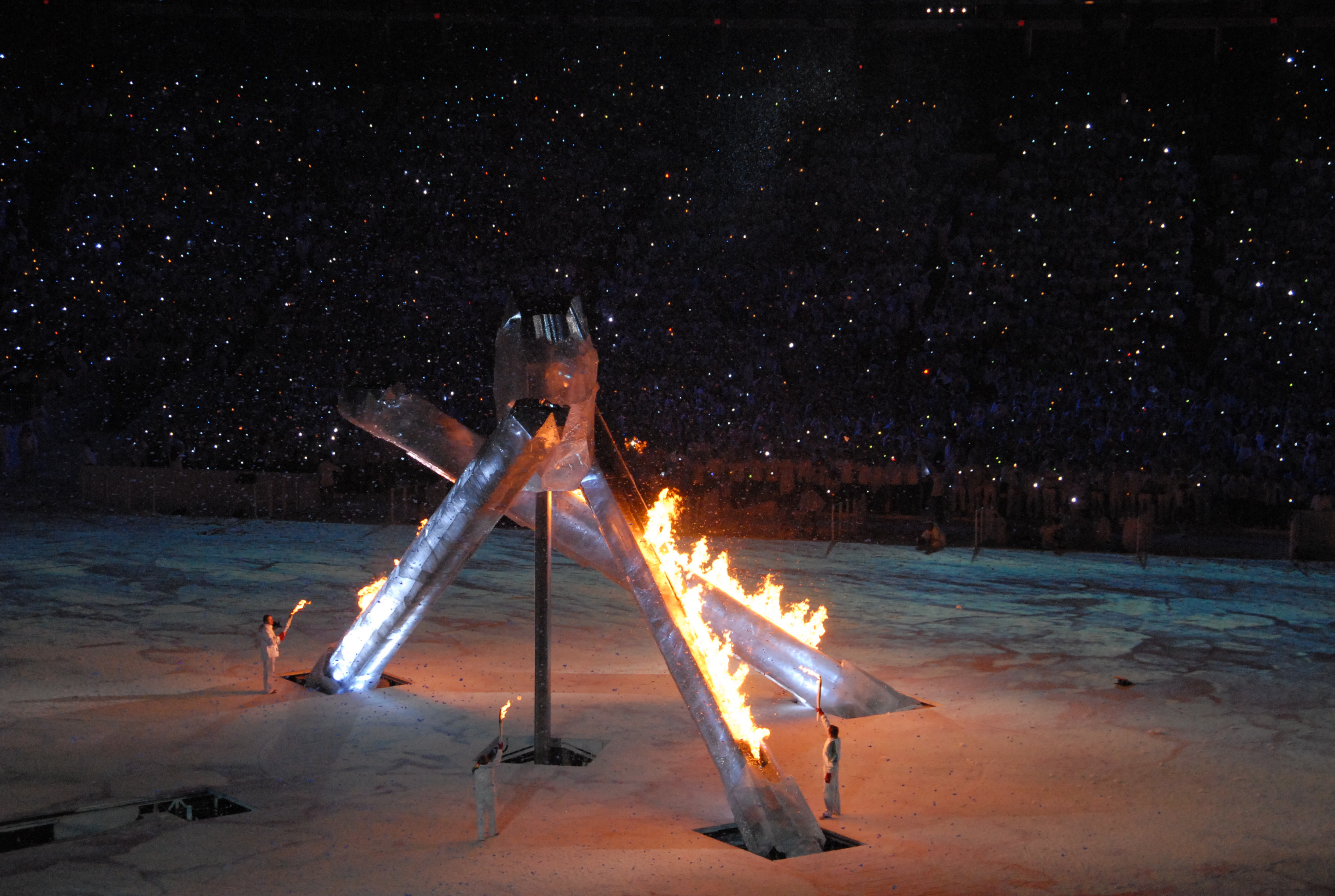
Запалення олімпійського вогню на стадіоні Бі Сі Плейс під час церемонії відкриття зимових Олімпійських ігор 2010.

Грецкі був представником Ванкувера коли місто подавало заявку на проведення зимових Олімпійських ігор 2010 і здобуло це право. На цих іграх він обіймав посаду спеціального радника чоловічої збірної Канади. Під час церемонії відкриття Ігор Грецкі спільно із баскетболістом Стівом Нешем, лижницею Ненсі Ґрін і ковзаняркою Катріоною Ле Мей Доан запалили Олімпійський вогонь на стадіоні Бі Сі Плейс. Позаяк Бі Сі Плейс — критий стадіон, а згідно з олімпійськими протоколами глядачі мають бачити запалення вогню, Грецкі вивели зі стадіону, і він запалив другий, відкритий вогонь, біля Конференц-центру Ванкувера. Отож він став де-факто останнім факелоносцем.

### Ігри ветеранів
Хоча Грецкі перед тим заявляв, що не братиме участи в жодних «показових іграх ветеранів», 22 листопада 2003 року він вийшов на лід під час святкування 25-річчя «Едмонтон Ойлерз» у ранзі команди НХЛ. Heritage Classic, що відбулася на Стадіоні Співдружности в Едмонтоні, стала першою грою просто неба регулярного сезону НХЛ. Їй передувала гра Mega Stars, у якій Грецкі та багато його товаришів по команді «Едмонтон Ойлерз» грали проти команди ветеранів «Монреаль Канадієнс» (за яку грали Клод Лем'є, Гі Лафлер та інші). Попри сильний мороз, зібралося 57 167 глядачів, а ще кілька мільйонів дивилися гру по телевізору. Ветерани «Едмонтона» перемогли з рахунком 2–0, а «Монреаль» виграв гру регулярного сезону, що відбулася пізніше того ж дня, з рахунком 4–3.
Тринадцять років по тому, 31 грудня 2016 року, Грецкі взяв участь у Winter Classic Alumni Game між командами колишніх гравців Чикаго Блекгокс і Сент-Луїс Блюз за два дні перед Winter Classic 2017. У ній Грецкі грав за Блюз, і його команда перемогла 8–7.

### Едмонтон Ойлерз
У жовтні 2016 року Грецкі повернувся до «Ойлерз» як партнер і віцеголова материнської компанії команди, Oilers Entertainment Group, щоб тісно співпрацювати з власником Дерілом Кацом і генеральним директором Oilers Entertainment Group Бобом Ніколсоном над бізнесовим аспектом роботи «Ойлерз».
25 травня 2021 року Грецкі оголосив, що покидає свою посаду в «Ойлерз». Він заявив: «Ойлерз, їхні вболівальники та місто Едмонтон означали цілий світ для мене та моєї родини протягом понад чотирьох десятиліть — і це ніколи не закінчиться. Враховуючи пандемію та інші життєві зміни, я розумію, що не зможу знайти достатньо часу та зусиль, потрібних для підтримки цієї організації світового рівня». Згодом різні видання повідомили, що Грецкі підписав контракт із новим власником прав НХЛ США Turner Sports, де став аналітиком. Він працює студійним аналітиком під час трансляцій НХЛ на НХЛ на ТНТ.

## Особисте життя
Грецкі кілька разів з'являвся на телебаченні, зокрема як зірковий суддя в програмі «Танцювальна лихоманка», а 1981 року разом з Віктором Ньюманом зіграв драматичну роль у телесеріалі «Молоді та зухвалі». 1984 року він побував у СРСР, де взяв участь у телепередачі, присвяченій воротареві Владиславові Третьяку. 1989 року Грецкі був запрошеним ведучим американського нічного вар'єте «Суботнього вечора в прямому ефірі». 1991 року його вигадана версія, що бореться зі злочинністю, стала одним із головних героїв мультфільму ProStars. У грудні 2016 року Грецкі зіграв камео як зимовий персонаж у різдвяному епізоді «Сімпсонів».
Грецкі має подвійне громадянство Канади та США, ставши натуралізованим громадянином останніх.

### Сім'я

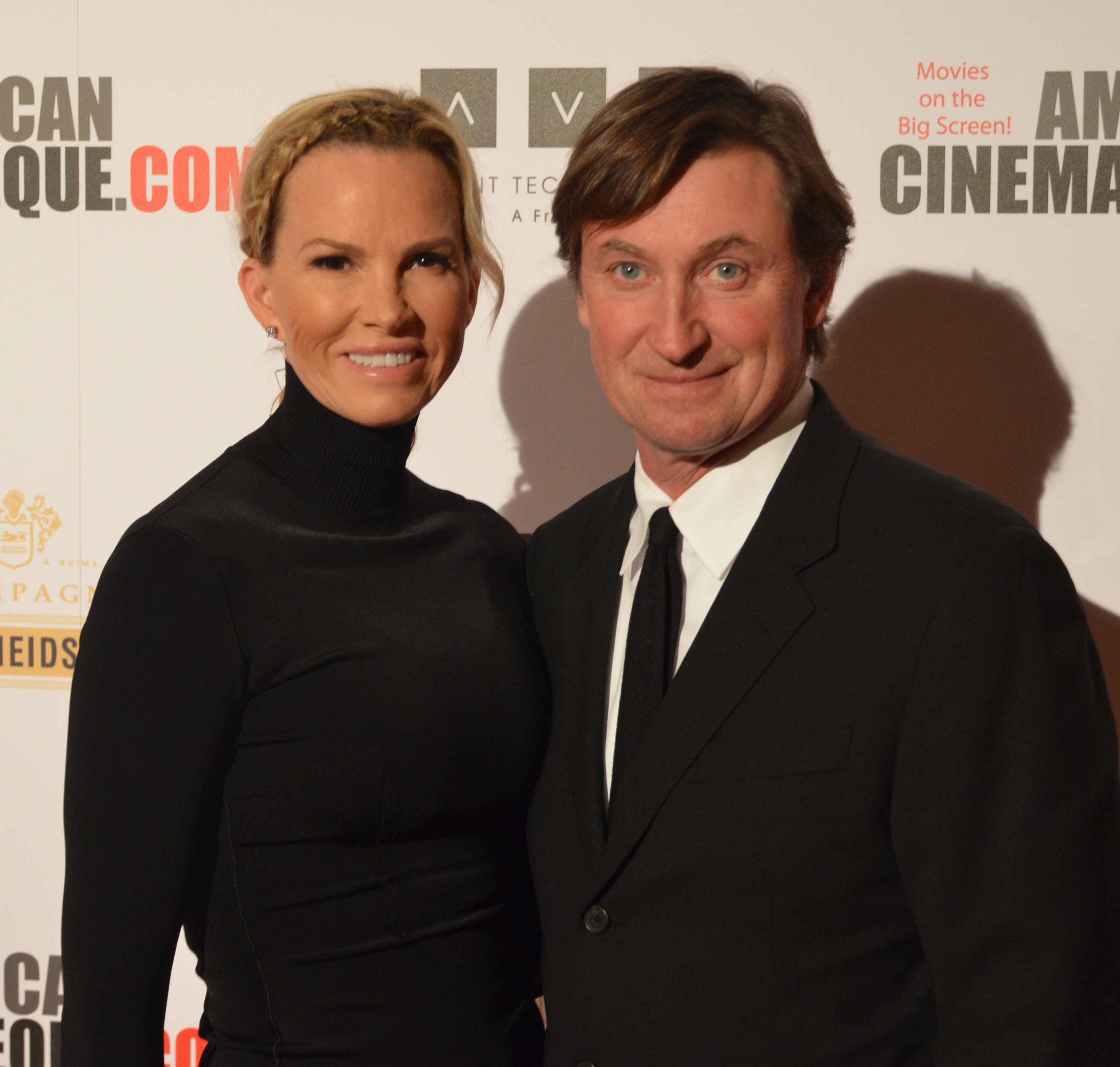
Джанет і Вейн Грецкі в грудні 2013 року

Працюючи суддею на «Танцювальній лихоманці», Грецкі познайомився з акторкою Джанет Джонс. Зі слів Грецкі, Джонс не пам'ятає своєї участи в тому шоу. Після цього вони регулярно зустрічалися, однак парою стали лише 1987 року, коли перетнулися на грі «Лос-Анджелес Лейкерс». У січні 1988 року Грецкі зробив пропозицію, а 16 липня 1988 року відбулася розкішна церемонія одруження, яку канадська преса охрестила «Королівським весіллям». Трансляція з едмонтонської Базиліки Святого Йосипа велася на всю Канаду, а співробітники пожежної служби виконували роль почесної варти. За повідомленнями, подія обійшлася Грецкі в понад 1 млн доларів США.
У подружжя є п'ятеро дітей: Пауліна, Тай, Тревор, Трістан і Емма. 18 серпня 2013 року Пауліна та гольфіст Дастін Джонсон оголосили про заручини. Тай грав у хокей у Шаттак Сент-Марі, однак покинув спорт і вступив до Університету штату Аризона. Тревор — колишній бейсболіст, що грав у нижчій лізі.
Його батько Волтер помер 2021 року у віці 82 роки.

### Комерційна діяльність
Ще до того, як стати партнером у Фінікс Койотс, Грецкі володів однією командою й був співвласником іншої. 1985 року він купив Галл Олімпік, що грала в Головній юніорській хокейній лізі Квебеку, за 175 тис. канадських доларів. Коли він був власником команди, її кольори змінили на срібний і чорний, що було передвісником зміни кольорів, коли він грав за «Лос-Анджелес Кінгз». У перший сезон, коли Грецкі грав у Лос-Анджелесі, «Кінгз» провели тренувальний табір на арені «Олімпіка». 1992 року Грецкі продав команду за 550 000 канадських доларів.

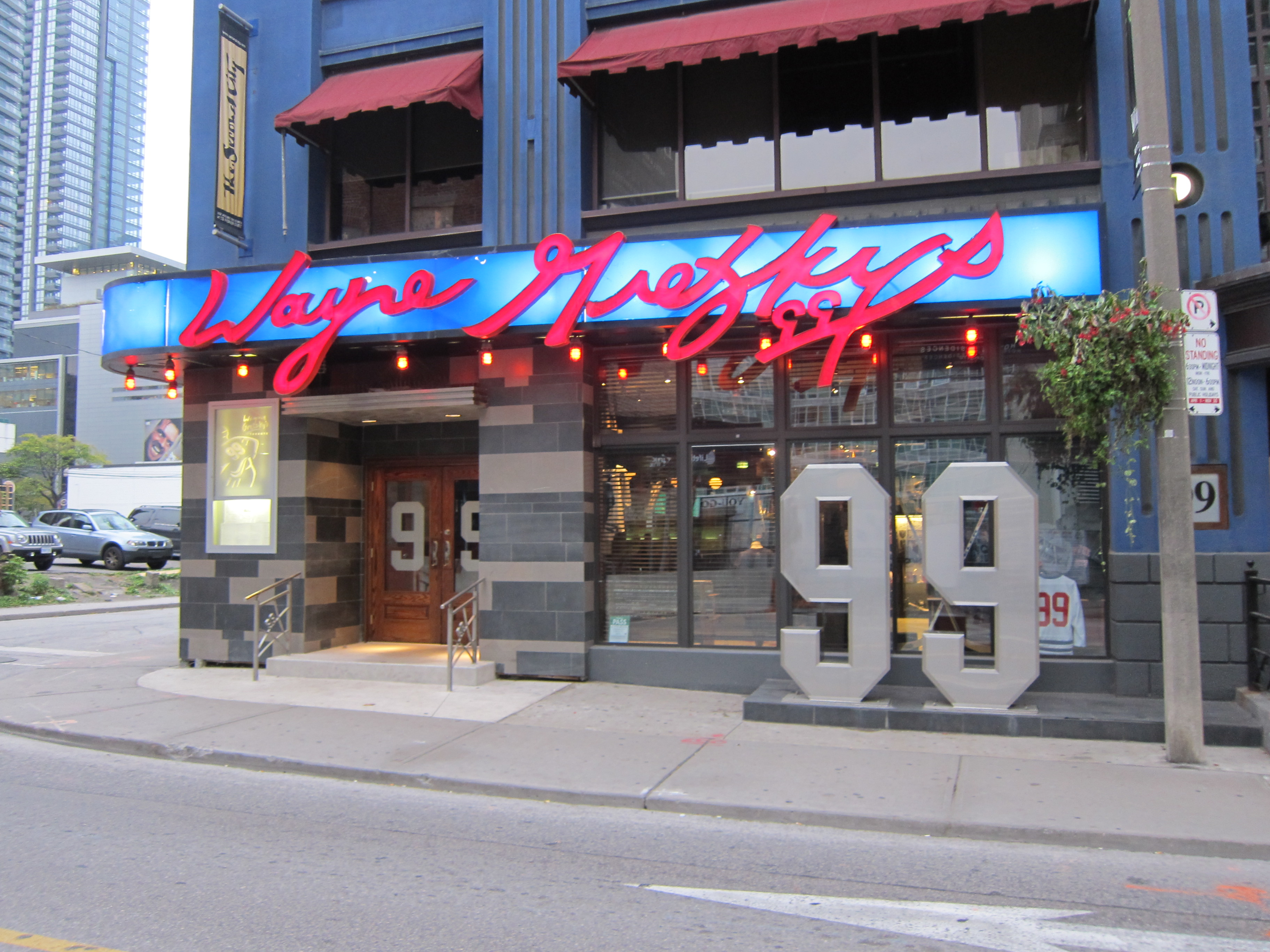
Wayne Gretzky's, центр Торонто, світлина 2014 року

1991 року Мак-Нелл придбав Торонто Аргонавтс, що грала в Канадській футбольній лізі (CFL), а Грецкі та Джон Кенді стали міноритарними власниками. У перший рік цього партнерства клуб здобув Кубок Ґрея, однак у два наступні сезони мав труднощі, і перед початком сезону 1994 партнери продали команду. Лише ім'я Мак-Нелла як власника команди було вигравіювано на кубку Грея, але в листопаді 2007 року CFL виправила цей недогляд і додала імена Грецкі та Кенді. 1992 року Грецкі та Мак-Нелл спільним коштом за 451 тис. доларів США придбали рідкісну цигаркову картку T206 з зображенням Гонуса Ваґнера, а згодом її продали. Востаннє її продано за 2,8 мільйона доларів США. А ще партнери володіли чистокровними верховими конями, один із яких, Сомарез, виграв у Франції Приз Тріумфальної арки 1990 року. Грецкі був членом правління та виконавчим директором Hespeler Hockey Company.
Привабливість Грецкі як рекламного обличчя набагато перевершувала інших хокеїстів його епохи. Станом на 1995 рік він входив до п'ятірки найвисокооплачуваніших рекламних облич серед спортсменів у Північній Америці, уклавши угоди, зокрема, з The Coca-Cola Company, Domino's Pizza, Sharp Corporation та Upper Deck Company. За оцінками «Форбс», у 1990—1998 роках Грецкі заробив 93,8 млн доларів США. Він рекламував та випускав широкий спектр товарів, від наволочок до страхування. Грецкі є партнером First Team Sports, виробника спортивного обладнання, і Worldwide Roller Hockey, оператора ковзанок для хокею на роликах. Бренд відеоігор EA Sports помістив Грецкі на обкладинку NHL Slapshot 2010 року, а ще перед тим він був рекламним обличчям ігор Gretzky NHL 2005 та Gretzky NHL 2006 фірми 989 Sports.
2017 року в спільній власности з Andrew Peller Ltd. Грецкі відкрив виноробню і ґуральню під назвою Wayne Gretzky Estates у Ніагара-он-да-Лейк (Онтаріо), що випускає продукцією під торговою маркою «№ 99». У 1993—2020 роках Грецкі та його бізнес-партнер керували рестораном Wayne Gretzky's, розташованим поблизу Роджерс-Центру в центрі Торонто. Грецкі має й інші ресторани: No. 99 Gretzky's Wine & Whiskey, відкритий 2016 року в Едмонтонському міжнародному аеропорту,, та Studio 99, відкритий 2018 року в Роджер Плейс в Едмонтоні.

### Книги
Грецкі написав кілька книг, зокрема, «Грецкі: Автобіографія» (1990) в співавторстві з Ріком Райлі та «99: Моє життя у світлинах» (1999) спільно з Джоном Девідсоном і Деном Даймондом. 2016 року вийшов його останній твір «99: Історії гри», написаний у співавторстві з Кірсті Мак-Леллан Дей, — поглиблений погляд на історію хокею. Вона стала найпродаванішою канадською книгою 2016 року.

### Політична діяльність

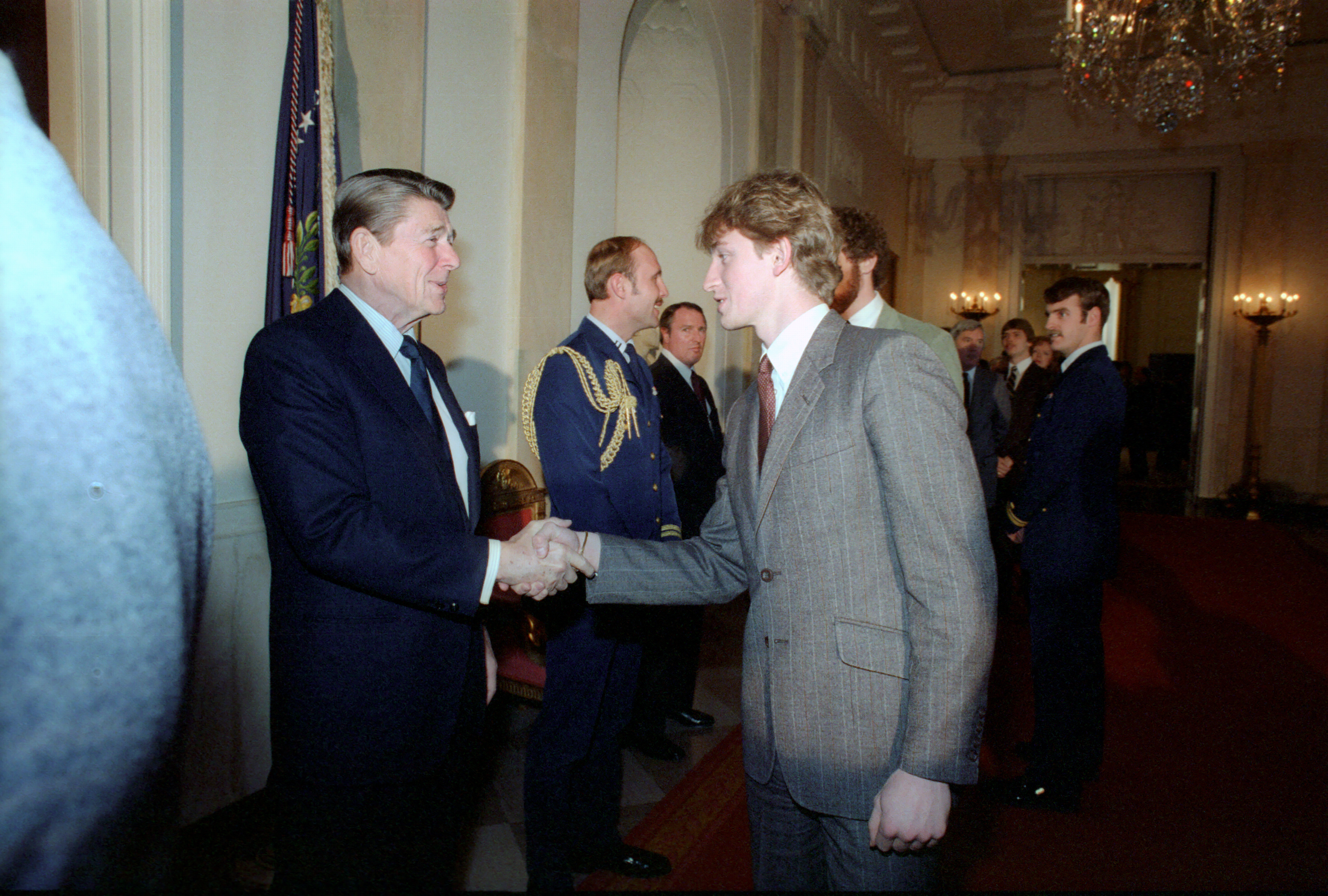
Грецкі та президент США Рональд Рейган, 1982 рік

2003 року, хоч і не критикуючи Канаду за відмову від участи у вторгненні до Іраку, Грецкі похвалив президента США Джорджа Буша та його спосіб розв'язання цього конфлікту: «Президент Сполучених Штатів — визначний лідер. Гадаю, що він чудова людина, і якщо він вважає, що чинить правильно, то я підтримую його на 100 відсотків».
Під час парламентських виборів у Канаді 2015 року Грецкі підтримав Консервативну партію та прем'єр-міністра Стівена Гарпера, і на агітаційному мітингу вихваляв Гарпера як «чудового для країни». За це агітування він зазнав певної критики, адже не був резидентом. 2014 року Грецкі похвалив Гарпера на гала-заході «об'єднані за Україну» в Торонто, назвавши його «одним із найкращих прем'єр-міністрів усіх часів». Раніше в 2015 році Грецкі підтримав Патріка Брауна, коли той успішно балотувався на посаду керівника Прогресивно-консервативної партії Онтаріо.

### Вейн Грецкі та Україна
Рід Грецьких походить із Берестейщини (село Огдемер), звідки емігрував його дід — по батькові Терентій Лаврентійович Грецький. Бабуся Івана Марія — українка, і походить із Підгайців (нині Тернопільської області); з дідом вони між собою розмовляли українською. Його батьки — Волтер і Філіс Грецькі; своєю рідною мовою батько вважав українську.
Грецький не наголошував на своєму українському корінні, однак в інтерв'ю авторам документального фільму «ЮКІ» констатував цей факт. На великому фандрейзинговому обіді в Торонто на підтримку канадської медичної місії допомоги постраждалим на Майдані та в АТО 11 вересня 2014 Іван разом із дружиною Дженет були представлені прем'єр-міністру Канади Стівену Гарперу як почесні гості цієї імпрези.
Від початку російсько-української війни він засуджує російську агресію та заклика́в відсторонити росіян від участі в планованих змаганнях із хокею.

## Спадщина

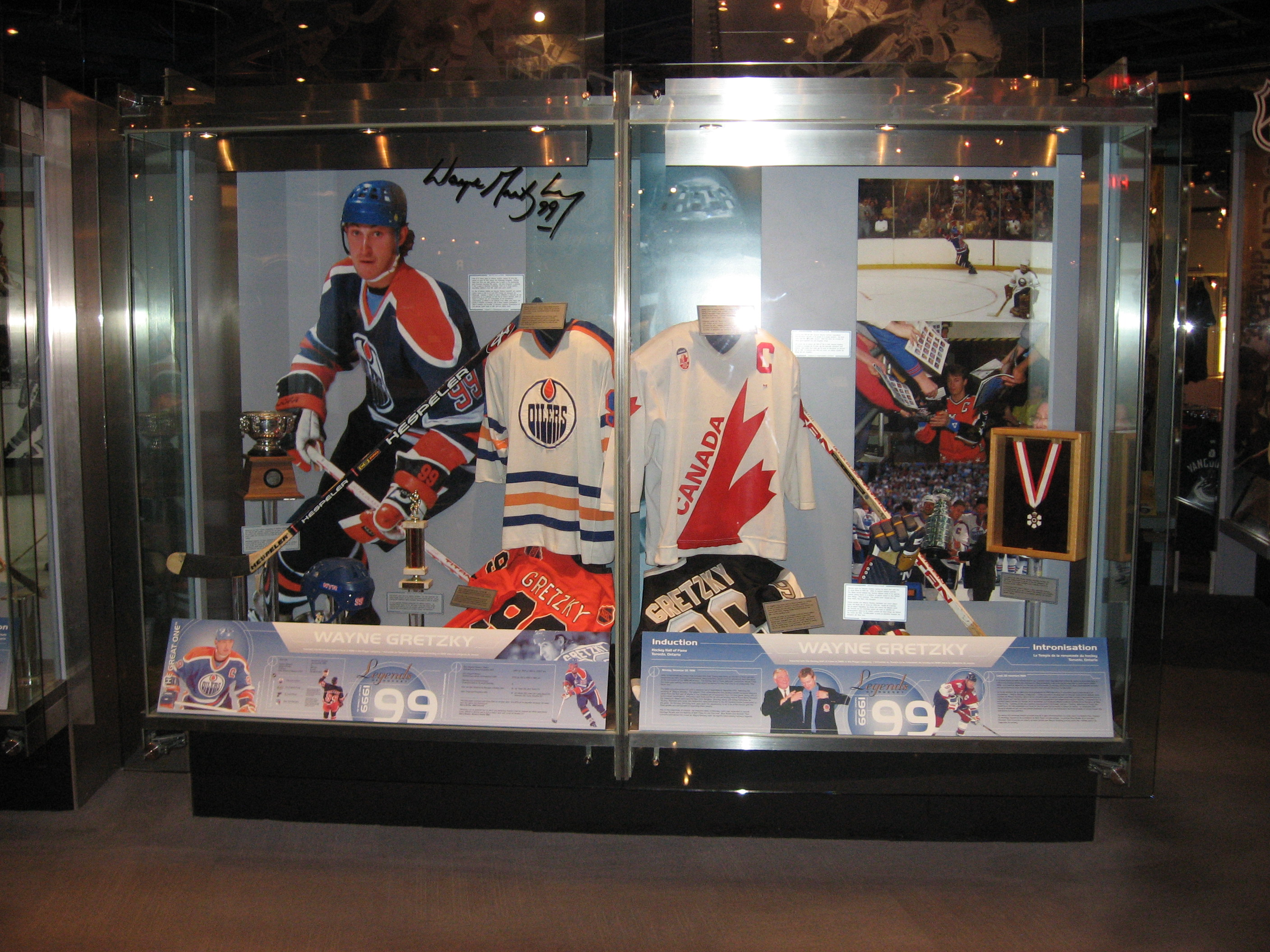
Присвячена Грецкі виставка в Залі слави хокею

Серед кар'єрних досягнень Грецкі — 9 трофеїв Гарта найціннішому гравцеві НХЛ. Від 1981 до 1994 року 10 разів здобував трофей Арта Росса за найбільшу кількість очок у сезоні. У 1985 і 1988 роках здобував Трофей Конна Смайта як найкращий гравець плей-оф Кубка Стенлі. Крім того, п'ять разів здобував нагороду Лестера Б. Пірсона) найвидатнішому гравцеві за оцінками суддів та колег-хокеїстів. На проміжку між 1980 і 1999 рокам п'ять разів здобував Пам'ятний трофей Леді Бінг за спортивну поведінку та продуктивність. 1999 року Грецкі ввели до Зали слави хокею, а 2000-го — до Зали слави IIHF. 2012 року, під час першої такої церемонії, його нагородили орденом хокею в Канаді.
Зала слави хокею США вручає Міжнародну нагороду Вейна Грецкі людям, які зробили значний внесок у зростання і розвиток хокею в США. Нагороду Вейна Грецкі 99 щорічно присуджують найціннішому гравцеві плей-оф хокейної ліги Онтаріо. Трофей Вейна Грецкі щорічно вручають переможцю плей-оф Західної конференції OHL. Едмонтонська асоціація малого хокею також має нагороду імені Грецкі.
У травні 2021 року одну з його хокейних карток О-Пі-Чі 1979 року продали за 3,75 млн доларів.

## Статистика

### НХЛ
| Сезон                    | Клуб                      | Ліга                     | Регулярний сезон | Регулярний сезон | Регулярний сезон | Регулярний сезон | Регулярний сезон | Регулярний сезон | Регулярний сезон | Регулярний сезон | Регулярний сезон | Плей-оф | Плей-оф | Плей-оф | Плей-оф | Плей-оф |
| Сезон                    | Клуб                      | Ліга                     | І                | Г                | П                | О                | ШХ               | +/–              | БГ               | МГ               | ПГ               | І       | Г       | П       | О       | ШХ      |
| ------------------------ | ------------------------- | ------------------------ | ---------------- | ---------------- | ---------------- | ---------------- | ---------------- | ---------------- | ---------------- | ---------------- | ---------------- | ------- | ------- | ------- | ------- | ------- |
| 1975–76                  | «Торонто Нейшналс»        | MetJHL                   | 28               | 27               | 33               | 60               | 7                | —                | —                | —                | —                | —       | —       | —       | —       | —       |
| 1976–77                  | «Сенека Нейшналс»         | MetJHL                   | 32               | 36               | 36               | 72               | 35               | —                | —                | —                | —                | 23      | 40      | 35      | 75      | —       |
| 1976–77                  | «Пітерборо Пітс»          | OMJHL                    | 3                | 0                | 3                | 3                | 0                | —                | —                | —                | —                | —       | —       | —       | —       | —       |
| 1977–78                  | «Су-Сент-Марі Грейгаундс» | OMJHL                    | 64               | 70               | 112              | 182              | 14               | —                | —                | —                | —                | 13      | 6       | 20      | 26      | 0       |
| 1978–79                  | «Індіанаполіс Рейсерс»    | ВХА                      | 8                | 3                | 3                | 6                | 0                | −3               | 0                | —                | —                | —       | —       | —       | —       | —       |
| 1978–79                  | «Едмонтон Ойлерс»         | ВХА                      | 72               | 43               | 61               | 104              | 19               | +23              | 9                | —                | —                | 13      | 10      | 10      | 20      | 2       |
| 1979–80                  | «Едмонтон Ойлерс»         | НХЛ                      | 79               | 51               | 86               | 137              | 21               | +15              | 13               | 1                | 6                | 3       | 2       | 1       | 3       | 0       |
| 1980–81                  | «Едмонтон Ойлерс»         | НХЛ                      | 80               | 55               | 109              | 164              | 28               | +41              | 15               | 4                | 3                | 9       | 7       | 14      | 21      | 4       |
| 1981–82                  | «Едмонтон Ойлерс»         | НХЛ                      | 80               | 92               | 120              | 212              | 26               | +81              | 18               | 6                | 12               | 5       | 5       | 7       | 12      | 8       |
| 1982–83                  | «Едмонтон Ойлерс»         | НХЛ                      | 80               | 71               | 125              | 196              | 59               | +60              | 18               | 6                | 9                | 16      | 12      | 26      | 38      | 4       |
| 1983–84                  | «Едмонтон Ойлерс»         | НХЛ                      | 74               | 87               | 118              | 205              | 39               | +76              | 20               | 12               | 11               | 19      | 13      | 22      | 35      | 12      |
| 1984–85                  | «Едмонтон Ойлерс»         | НХЛ                      | 80               | 73               | 135              | 208              | 52               | +100             | 8                | 11               | 7                | 18      | 17      | 30      | 47      | 4       |
| 1985–86                  | «Едмонтон Ойлерс»         | НХЛ                      | 80               | 52               | 163              | 215              | 46               | +71              | 11               | 3                | 6                | 10      | 8       | 11      | 19      | 2       |
| 1986–87                  | «Едмонтон Ойлерс»         | НХЛ                      | 79               | 62               | 121              | 183              | 28               | +70              | 13               | 7                | 4                | 21      | 5       | 29      | 34      | 6       |
| 1987–88                  | «Едмонтон Ойлерс»         | НХЛ                      | 64               | 40               | 109              | 149              | 24               | +39              | 9                | 5                | 3                | 19      | 12      | 31      | 43      | 16      |
| 1988–89                  | «Лос-Анджелес Кінгс»      | НХЛ                      | 78               | 54               | 114              | 168              | 26               | +15              | 11               | 5                | 5                | 11      | 5       | 17      | 22      | 0       |
| 1989–90                  | «Лос-Анджелес Кінгс»      | НХЛ                      | 73               | 40               | 102              | 142              | 42               | +8               | 10               | 4                | 4                | 7       | 3       | 7       | 10      | 0       |
| 1990–91                  | «Лос-Анджелес Кінгс»      | НХЛ                      | 78               | 41               | 122              | 163              | 16               | +30              | 8                | 0                | 5                | 12      | 4       | 11      | 15      | 2       |
| 1991–92                  | «Лос-Анджелес Кінгс»      | НХЛ                      | 74               | 31               | 90               | 121              | 34               | −12              | 12               | 2                | 2                | 6       | 2       | 5       | 7       | 2       |
| 1992–93                  | «Лос-Анджелес Кінгс»      | НХЛ                      | 45               | 16               | 49               | 65               | 6                | +6               | 0                | 2                | 1                | 24      | 15      | 25      | 40      | 4       |
| 1993–94                  | «Лос-Анджелес Кінгс»      | НХЛ                      | 81               | 38               | 92               | 130              | 20               | −25              | 14               | 4                | 0                | —       | —       | —       | —       | —       |
| 1994–95                  | «Лос-Анджелес Кінгс»      | НХЛ                      | 48               | 11               | 37               | 48               | 6                | −20              | 3                | 0                | 1                | —       | —       | —       | —       | —       |
| 1995–96                  | «Лос-Анджелес Кінгс»      | НХЛ                      | 62               | 15               | 66               | 81               | 32               | −7               | 5                | 0                | 2                | —       | —       | —       | —       | —       |
| 1995–96                  | «Сент-Луїс Блюз»          | НХЛ                      | 18               | 8                | 13               | 21               | 2                | −6               | 1                | 1                | 1                | 13      | 2       | 14      | 16      | 0       |
| 1996–97                  | «Нью-Йорк Рейнджерс»      | НХЛ                      | 82               | 25               | 72               | 97               | 28               | +12              | 6                | 0                | 2                | 15      | 10      | 10      | 20      | 2       |
| 1997–98                  | «Нью-Йорк Рейнджерс»      | НХЛ                      | 82               | 23               | 67               | 90               | 28               | −11              | 6                | 0                | 4                | —       | —       | —       | —       | —       |
| 1998–99                  | «Нью-Йорк Рейнджерс»      | НХЛ                      | 70               | 9                | 53               | 62               | 14               | −23              | 3                | 0                | 3                | —       | —       | —       | —       | —       |
| Разом у ВХА (2 сезони)   | Разом у ВХА (2 сезони)    | Разом у ВХА (2 сезони)   | 80               | 46               | 64               | 110              | 19               | +20              | 9                | —                | —                | 13      | 10      | 10      | 20      | 2       |
| Разом у НХЛ (20 сезонів) | Разом у НХЛ (20 сезонів)  | Разом у НХЛ (20 сезонів) | 1 487            | 894              | 1 963            | 2 857            | 577              | +520             | 204              | 73               | 91               | 208     | 122     | 260     | 382     | 66      |

### Міжнародні змагання
| Рік                        | Збірна                     | Змагання                   |    | І  | Г  | П  | О  | PIM |
| -------------------------- | -------------------------- | -------------------------- | -- | -- | -- | -- | -- | --- |
| 1978                       | Канада                     | ЧСМ                        | 6  | 8  | 9  | 17 | 2  |     |
| 1981                       | Канада                     | КК                         | 7  | 5  | 7  | 12 | 2  |     |
| 1982                       | Канада                     | ЧС                         | 10 | 6  | 8  | 14 | 0  |     |
| 1984                       | Канада                     | КК                         | 8  | 5  | 7  | 12 | 2  |     |
| 1987                       | Канада                     | КК                         | 9  | 3  | 18 | 21 | 2  |     |
| 1991                       | Канада                     | КК                         | 7  | 4  | 8  | 12 | 2  |     |
| 1996                       | Канада                     | КС                         | 8  | 3  | 4  | 7  | 2  |     |
| 1998                       | Канада                     | ОІ                         | 6  | 0  | 4  | 4  | 2  |     |
| Загалом в юніорах          | Загалом в юніорах          | Загалом в юніорах          | 6  | 8  | 9  | 17 | 2  |     |
| Загалом на дорослому рівні | Загалом на дорослому рівні | Загалом на дорослому рівні | 55 | 26 | 56 | 82 | 12 |     |

### Тренерська статистика
| Команда | Сезон   | Регулярний сезон | Регулярний сезон | Регулярний сезон | Регулярний сезон | Регулярний сезон | Регулярний сезон | Плей-оф   |
| Команда | Сезон   | І                | В                | П                | ПОТ              | О                | Результат        | Результат |
| ------- | ------- | ---------------- | ---------------- | ---------------- | ---------------- | ---------------- | ---------------- | --------- |
| ФІН     | 2005–06 | 82               | 38               | 39               | 5                | 81               | 5-е у ТД         | не вийшли |
| ФІН     | 2006–07 | 82               | 31               | 46               | 5                | 67               | 5-е у ТД         | не вийшли |
| ФІН     | 2007–08 | 82               | 38               | 37               | 7                | 83               | 4-е у ТД         | не вийшли |
| ФІН     | 2008–09 | 82               | 36               | 39               | 7                | 79               | 4-е у ТД         | не вийшли |
| Усього  | Усього  | 328              | 143              | 161              | 24               |                  |                  |           |